# 沈阳有轨电车
沈阳有轨电车是位于中國辽宁省沈阳市的有轨电车系统，现时指浑南现代有轨电车系统，该系统服务于沈阳市浑南区及辽宁省沈抚改革创新示范区（由沈阳市浑南区、抚顺市望花区所管辖的部分片区组成）。
沈阳市早在满洲国时期即修建了有轨电车系统，运行至1974年后全部拆除。后在2011年底，沈阳重新开始修建现代有轨电车系统，该系统于2013年8月15日开通载客试运行，是中国境内首个成网络运营的现代有轨电车系统，也是中国运营里程最长的现代有轨电车系统。
截至2024年10月，该系统共有3条运营中线路，线路总长度约65公里（其中一期工程建设60公里，南站支线0.65公里，沈抚示范区延伸线约5公里），设有75座运营中车站。

## 总览
浑南有轨电车系统共由6条线路组成，线路长度约65公里，设有82座车站。其中，一期路网由中國北車(601299.SH)以BT(建設－移交)模式建設，共建设4条线路，总长59.5公里，车站72个，车辆段、停车场、综合交通枢纽各一座，二期线路中6号线长度3.3公里，设有车站6个；南站支线长度0.83公里，设车站1座，2个站台及一座站后交叉渡线，同时设置与1号线的联络线0.09公里。沈抚示范区延伸线（工程用名“沈抚有轨电车西延线”）长度约5公里，设置车站4座并与5号线沈抚新城站相接。
各线路概况如下所示：
| 線路名稱   | 啟用日期      | 关闭日期       | 起點站     | 終點站     | 車站 數目  | 長度 （公里） |
| 运营中线路 | 运营中线路    | 运营中线路     | 运营中线路 | 运营中线路 | 运营中线路 | 运营中线路    |
| ---------- | ------------- | -------------- | ---------- | ---------- | ---------- | ------------- |
| 1号线      | 2013年10月8日 | 不适用         | 兴隆大奥莱 | 会展中心   | 28个       | 12km          |
| 3号线      | 2015年6月29日 | 不适用         | 世纪大厦   | 会展中心   | 18个       | 11.3km        |
| 5号线      | 2013年8月31日 | 不适用         | 奥体中心   | 李石寨     | 29个       | 26.4km        |
| 已废除线路 |               |                |            |            |            |               |
| 2号线      | 2013年8月31日 | 2024年10月28日 | 兴隆大奥莱 | 桃仙机场   | 19个       | 14.8km        |
| 4号线      | 2019年1月5日  | 2024年10月28日 | 世纪大厦   | 沈阳南站   | 15个       | 10km          |
| 6号线      | 2019年1月5日  | 2020年         | 沈阳南站   | 桃仙机场   | 3个        | 13.5km        |

参考资料：

## 历史

### 中华民国、满洲国时期的电车系统

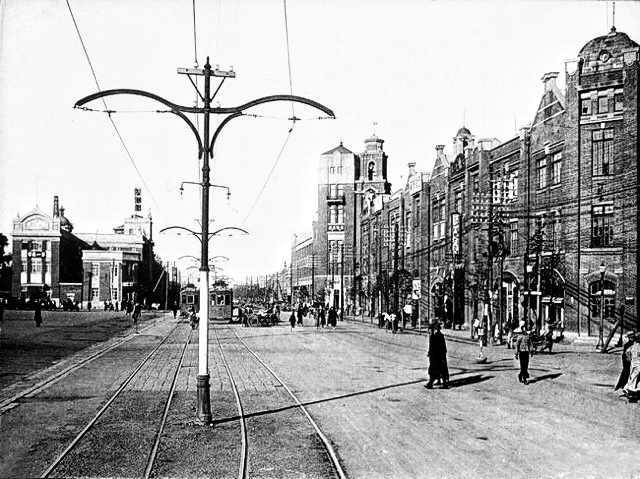
1930年代奉天驿（今沈阳站）前的电车轨道和有轨电车

1924年3月，沈阳开始创办有轨电车，1925年10月完成由怀远门经太清宫至小西边门的首条线路并通车。1925年11月，小西边门至西塔段的有轨电车通车。1926年中日合资的有轨电车通车，起点是奉天火车站，终点是小西边门。20世纪20年代至1945年日占时期结束，沈阳共有6条有轨电车线路经营。
1945年日本战败后，国共两党在沈阳拉锯交战，有轨电车运行受到极大冲击。国共内战期间的1946年1月12日，全市电源断绝造成当日电车停驶。1947年10月5日，市区电力不足，铁西、大东两处电车再次停驶。1948年11月，国民党在沈阳战败，撤出市区，连日派飞机在市区轰炸、扫射，致使沈阳全程24.6公里的6条有轨电车再次全部停运。中国人民解放军沈阳特别市军事管制委员会组织抢修，1948年11月6日大东门至沈阳站的线路开通；1948年12月12日，6条线路全部恢复。

### 中华人民共和国时期

#### 民国时期电车的延续与拆除
中华人民共和国成立之后，沈阳拥有有轨电车170辆，居全国首位。但随着第一条无轨电车线路在沈阳出现，有轨电车的发展逐渐让位给了无轨电车。1974年8月1日，沈阳站到太清宫的有轨电车线路被拆除，沈阳原有的有轨电车系统告别了历史舞台。

#### 现今运营的浑南有轨电车系统历史沿革
- 2011年11月 - 11月9日，浑南区区委常委会决定正式启动浑南区现代有轨电车项目。同月11日，浑南区现代有轨电车建设指挥部正式成立。
- 2011年12月 - 12月1日，浑南区和中国北车股份有限公司举行合作签约仪式，正式宣布建设现代有轨电车项目，最初计划修建5条线路，全长65公里，预计2013年4月份试运行，2013年6月正式投入使用 [15][16] ，同月31日由沈阳市发改委正式批复可研性报告。
- 2012年2月17日 - 现代有轨电车项目举行开工仪式，一期建设的线路减为4条，全长减为约60公里。[17]
- 2012年5月13日 -  浑南新城车辆段及正线正式开工。[18]
- 2013年4月 - 第一列70%低地板有轨电车抵达沈阳。[19]
- 2013年7月1日 - 一期系统开始不载客试运行。
- 2013年8月 - 8月15日一期系统开始载客试运行，8月31日起1/2/5号线陆续开始对外运营。[20]
- 2013年10月11日 - 有轨电车开始正式对外售票。[21]
- 2015年6月29日 - 3号线正式开通，标志着一期线网所有线路均正式对外载客[22]。
- 2019年1月5日 - 4号线及6号线正式对外开通运营，但6号线因客流稀少及新型冠状肺炎疫情原因于2020年停运。
- 2021年2月3日 - 5号线东延伸段玄菟郡遗址公园 - 李石寨段正式对外开通试运营。
- 2024年10月28日 - 2号线和4号线停运。

## 运营设施

### 轨道及供电
浑南有轨电车采用标准轨的钢轮钢轨技术，铺设平行于地面的槽型钢轨。全线采用接触网供电，但在部分车站和交通路口附近不设置接触网，而是由列车的超级电容系统提供供电。
线路大部分区间段均为双线区段，只在5号线奥体中心站附近及已撤销的2/6号线的桃仙机场站附近以单线区段形式运作。
3/4/5/6号线所有列车到达终点时执行站前折返，而1号线和2号线则是在兴隆大奥莱站执行站后折返，在会展中心和桃仙机场两站进行站前折返。
全线所有平交路口处设置有轨电车专用信号灯，并可提供有轨电车的优先信号。

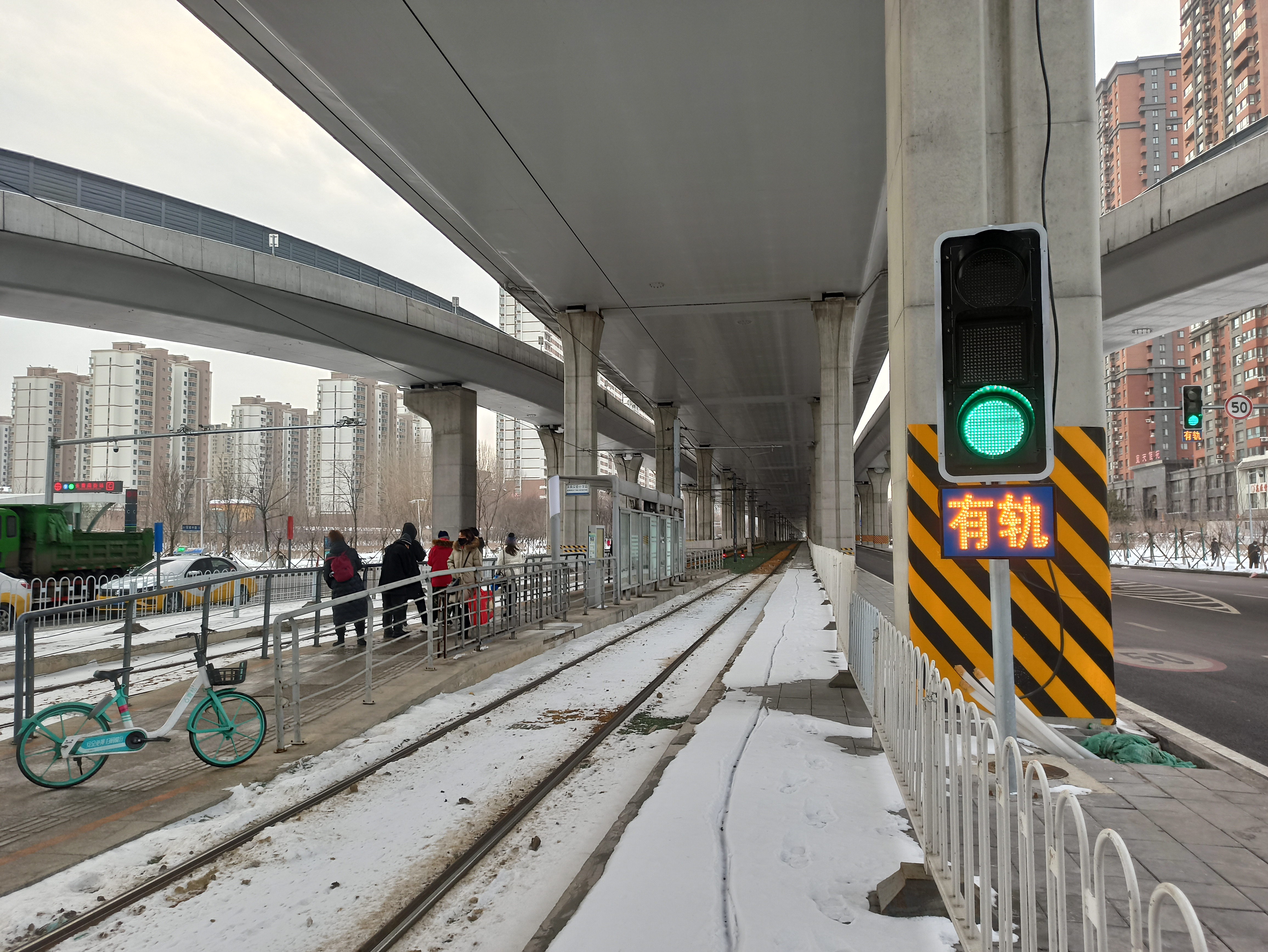
设置在浑南实验小学站附近的电车轨道及信号灯

### 列车
线网主要采用两种列车运作：70%低地板3模组列车以及100%低地板5模组列车。
列车分为3个批次购置：2013年试运营前购置30列（编号001-030，包含20列70%低地板列车和10列100%低地板列车），2014-2015年购置增购批次列车30列（编号031-060，均为70%低地板列车），2019年购置沈抚新城延线段增购批次列车5列（车身编号SF001-SF005，智慧电车APP编号061-065，均为70%低地板列车）。

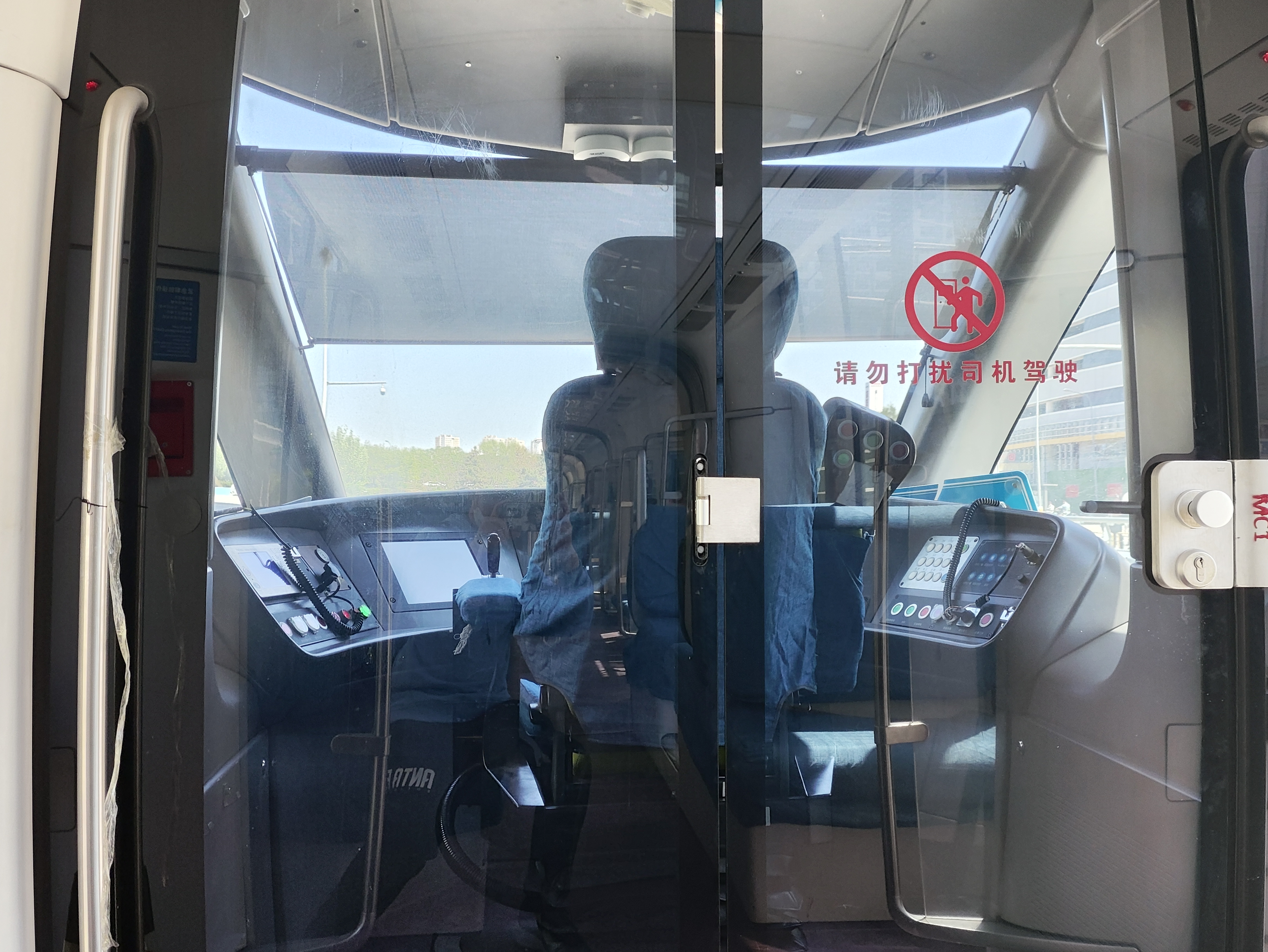
100%低地板有轨电车驾驶室

70%低地板列车共有55列，其中北车长春轨道客车制造50列（编号001-020，031-060），珠海中车装备工程有限公司制造5列（编号SF001-SF005/061-065），牵引电机为中车永济电机制 YJ128C，牵引逆变器（CNE PW-260/D/H-01）和辅助电源（CNE PW-35/D/A-02）均由中车大连电力牵引研发中心提供；每列车均为3节编组，以2动1拖“＋Mc1－Tp－Mc2＋”形式排布（车卡编号A-B-C或Mc1-Tp-Mc2），列车全长 28.8 m，车体宽度 2650 mm，车体高度 3610 mm，地板高度 380 mm，采用全鼓型断面骨架，车体采用轻量化的结构设计，使用高强钢+高强度铝合金材料制造，具有强度高、质量轻、性能好、降低车体噪音等优点，同时采用人性化设计。
100%低地板列车共有10列（编号021-030），均由中国北车长春轨道客车股份有限公司制造，并由德国IFS工业设计工作室、福伊特工程服务有限公司和北车长客共同合作设计，牵引系统亦由福伊特提供（牵引逆变器为 EmCon DI1000-5AR）；每列车设有5卡车厢，以“＝Mc1 + F1 + Tp + F2 + Mc2＝”形式排布（车卡编号A-B-C-D-E），列车全长34.8m，车体宽度2650mm，车体高度3560mm，地板高度350mm。
两种列车最高时速均为70km/h，且能够在线网所有车站之间实现互通。为便于司机操作，每个车站均设有不同种类列车的停车标供司机参考。

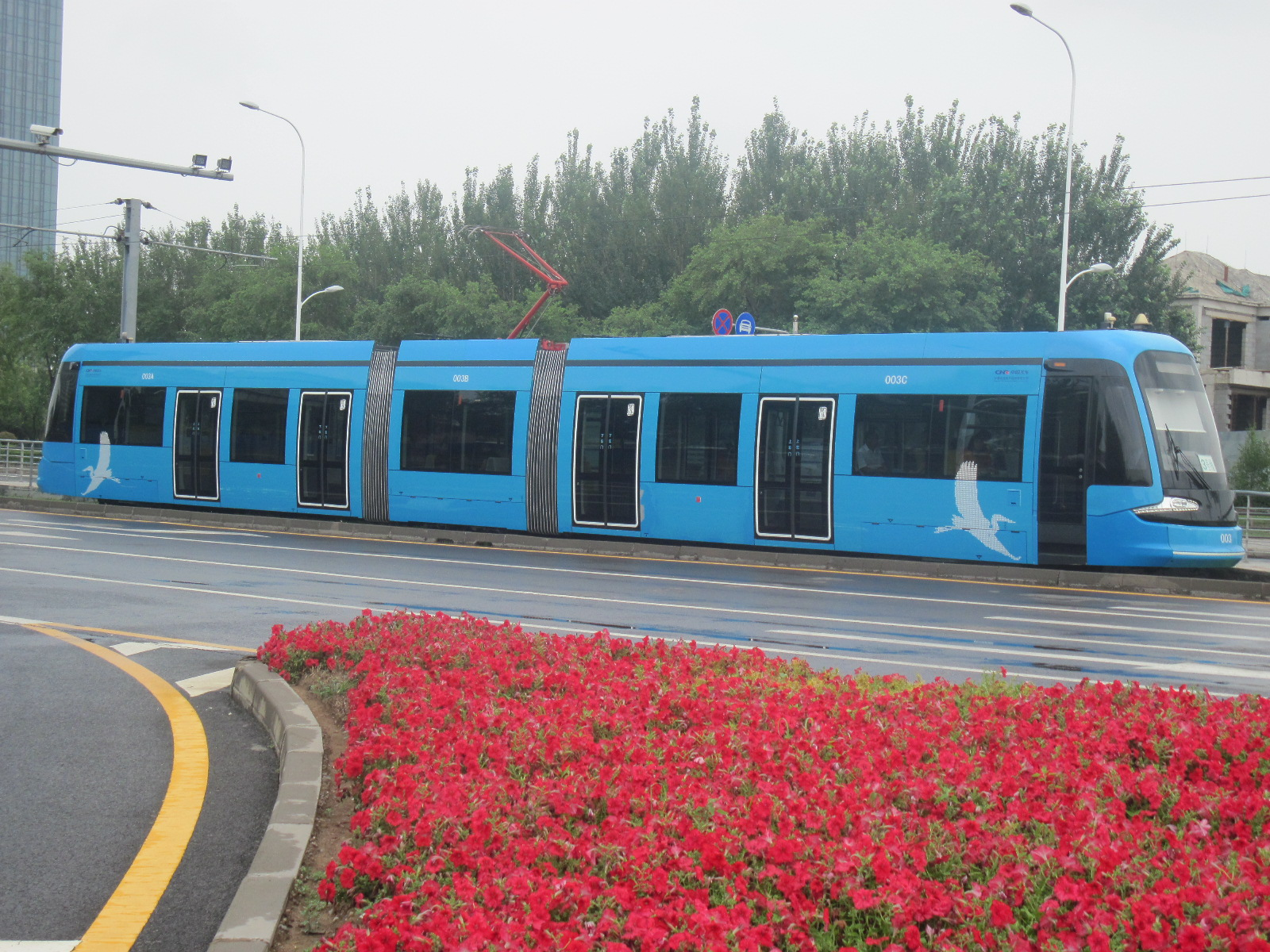
正在3号线科技馆站的003号电车（第一批次70%电车）
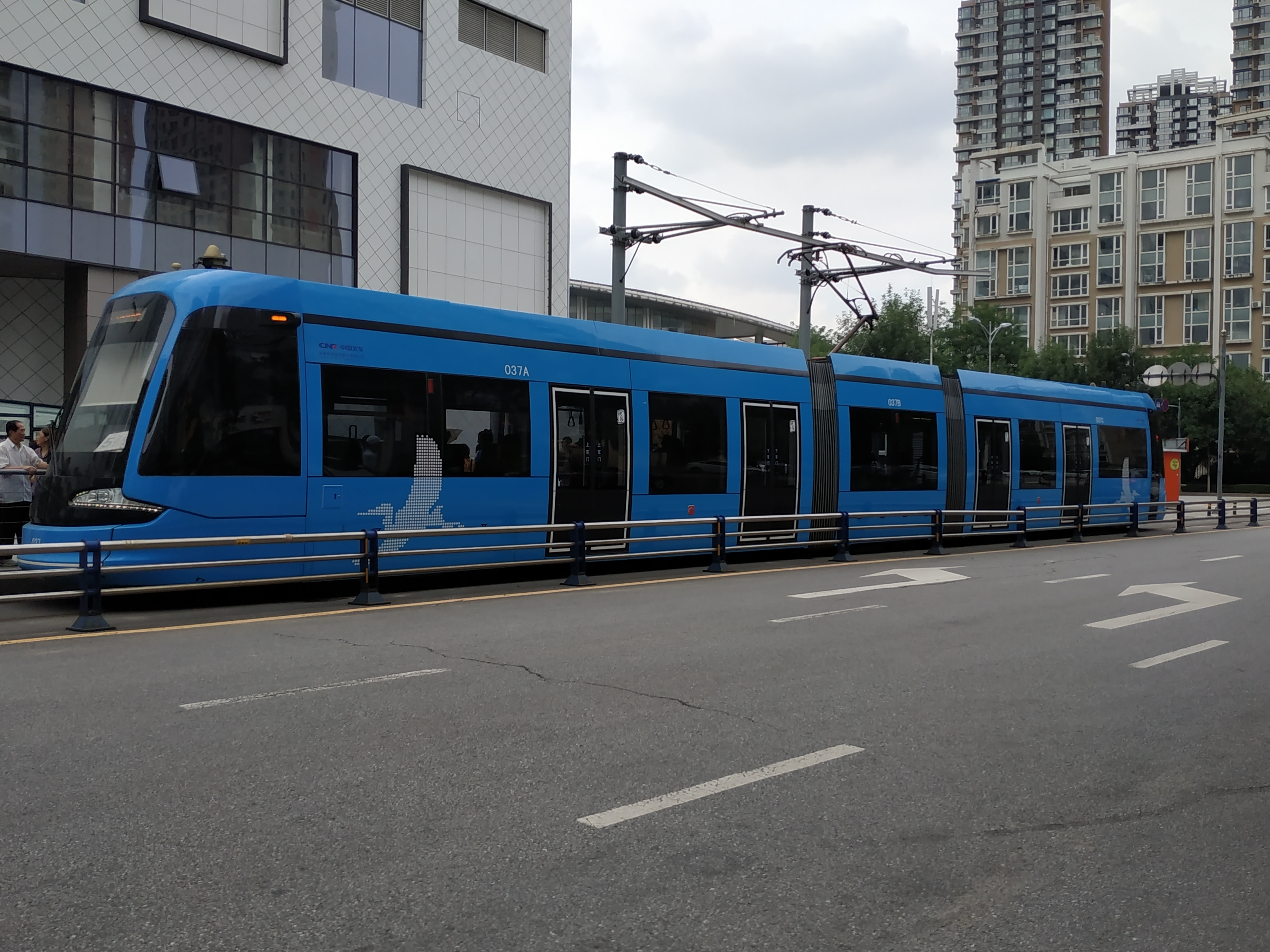
正在5号线奥体中心站的037号电车（增购批次70%电车）
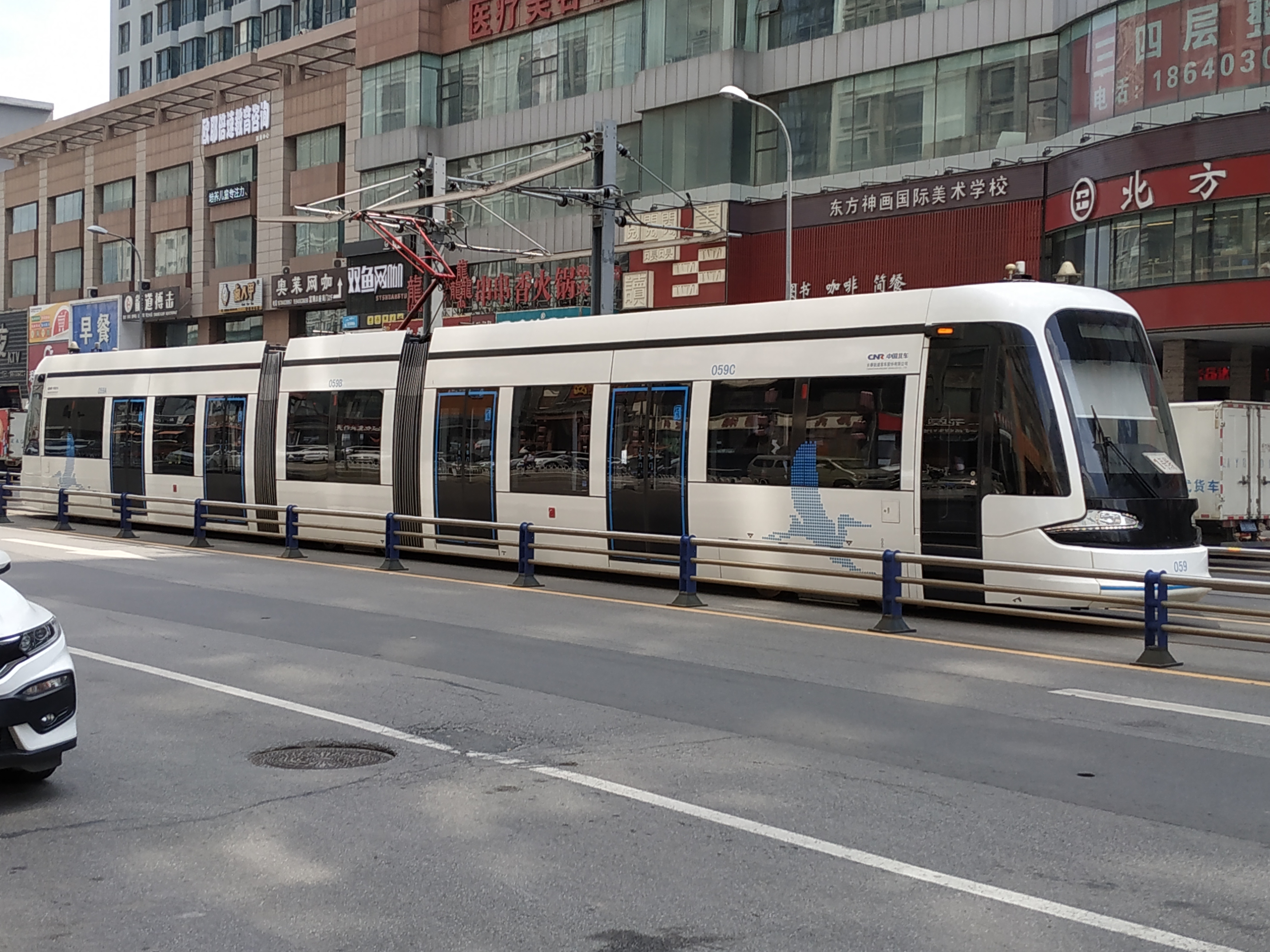
停靠在兴隆大奥莱站折返线的059号电车（第二批增购批次70%电车）
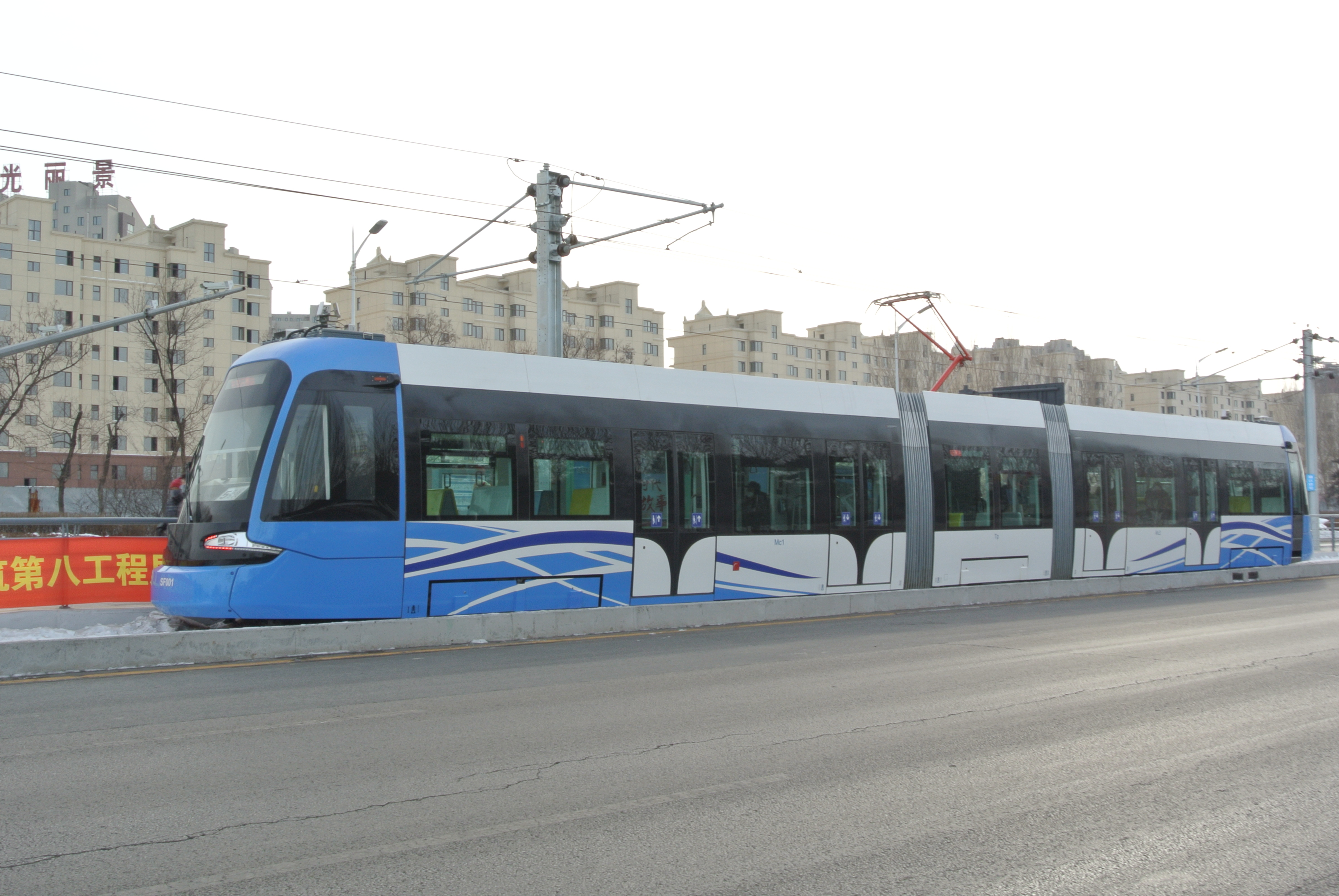
正在5号线李石寨站等候载客的SF001号电车（沈抚示范区增购批次中车珠海70%电车）
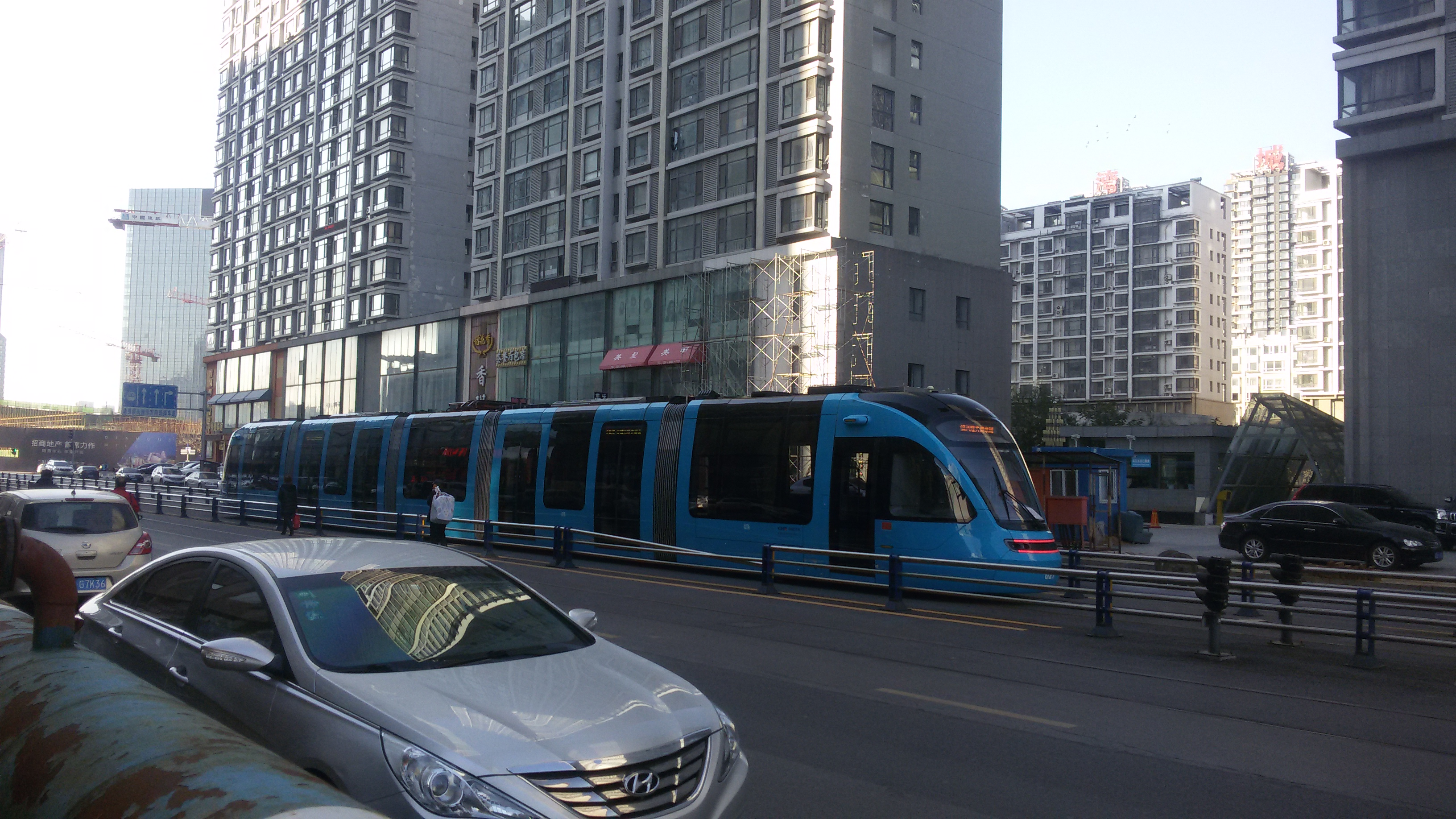
停靠在兴隆大奥莱站折返线的027号100%低地板电车

全线网电车除SF001-SF005号电车固定配属5号线，部分100%低地板电车（024、028、029及030号）固定配属3号线外，其余列车无固定配属，即每日各线路配车不定，列车通过不同线路间的联络线来往各线、车辆段或停车场。

### 车内设施
70%低地板列车在每列车的两端车厢设置对坐式塑料座椅，在中间车厢设置横式塑料座椅，所有座椅均设有电加热功能。两端车厢设置有2对车门，并同时设置播放节目和显示到站信息的电视，031-060号和SF001-SF005号电车还设置有电子路线图以及手动开门按钮，SF001-SF005号电车内设置有细水雾灭火设备。

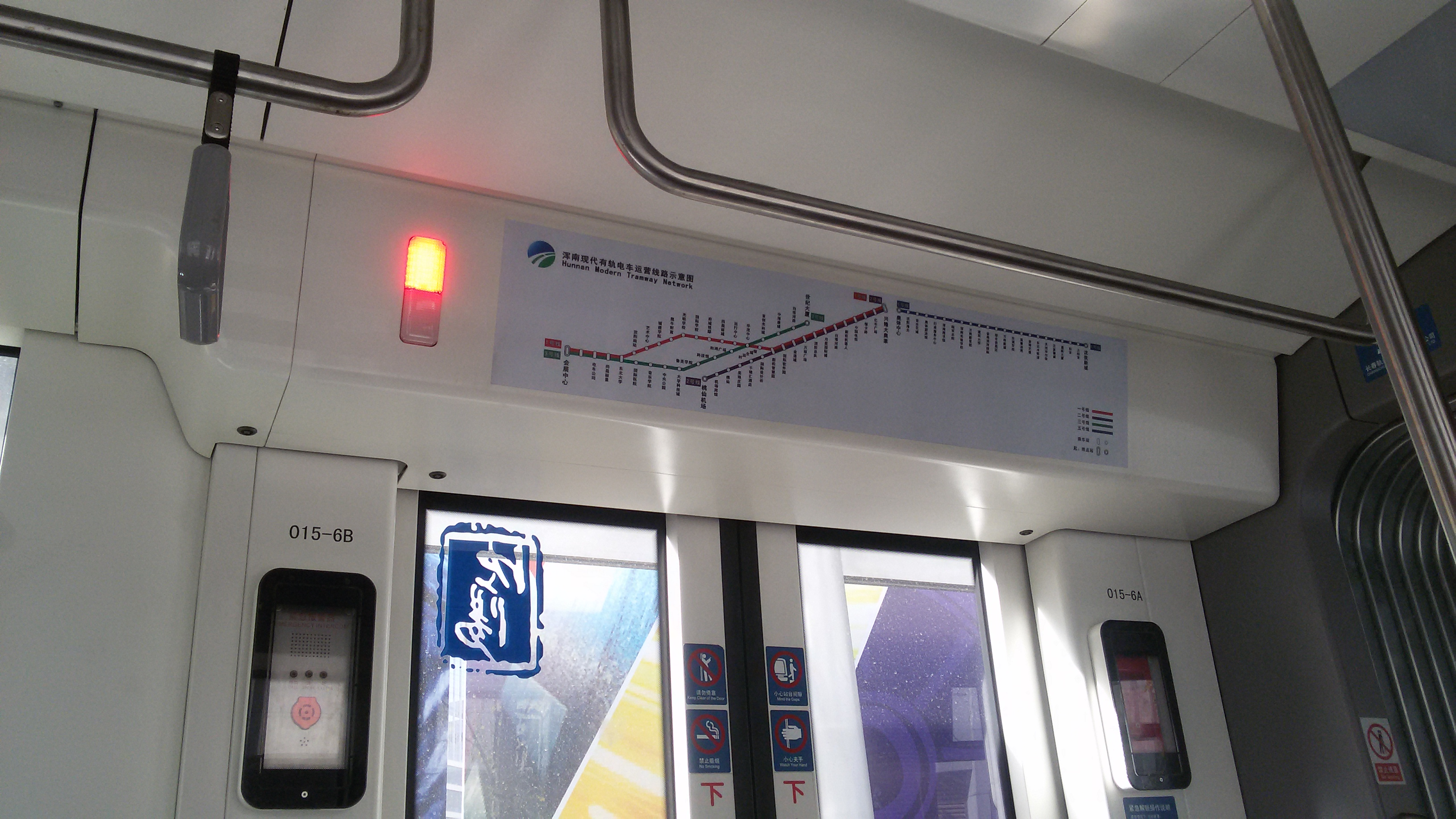
第一批列车不设电子路线图，而是将全系统路线图贴在车门上方
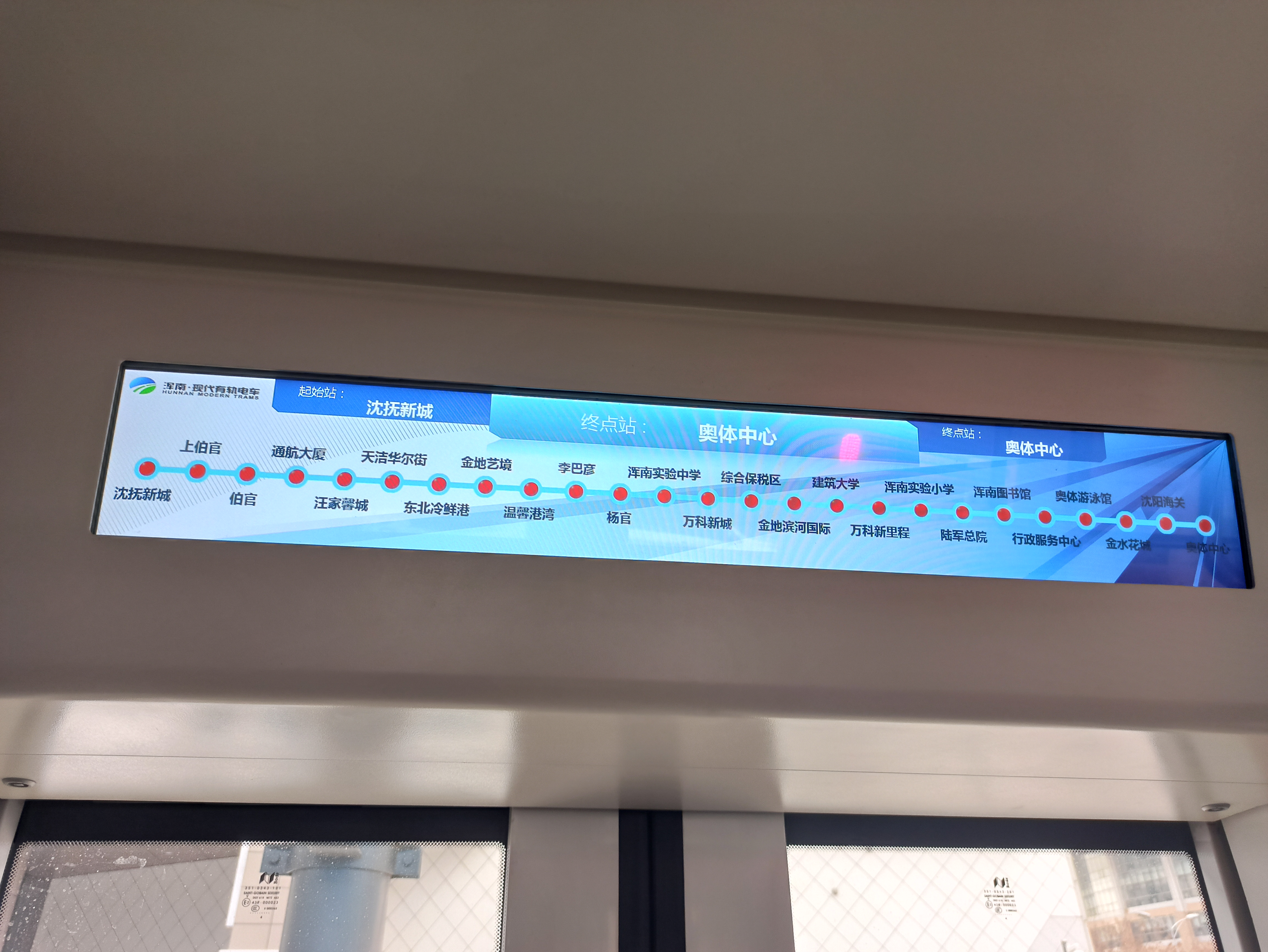
增购批次70%电车上的电子路线图
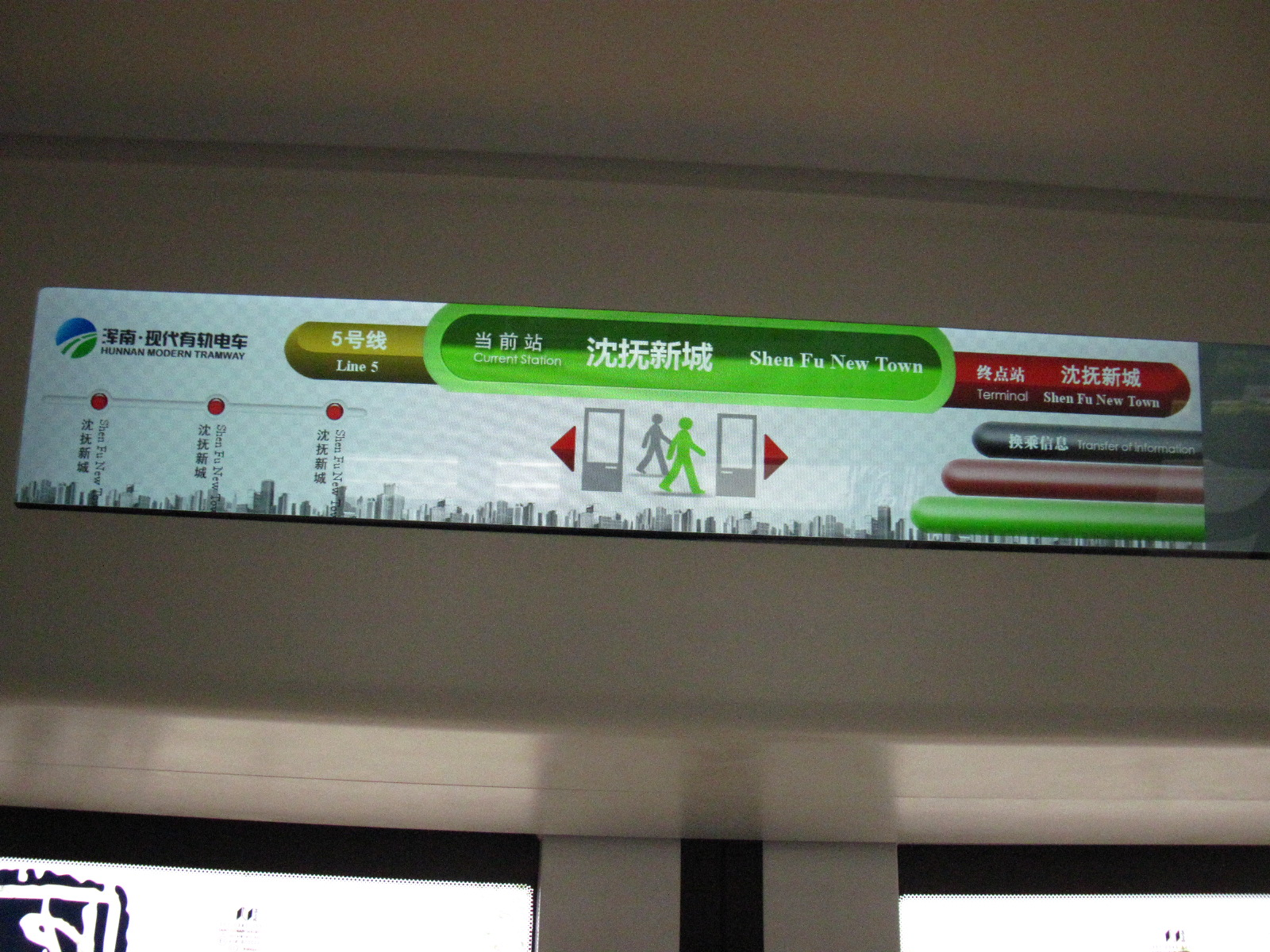
第二批增购车的电子路线图，除显示线路和站名外还可播放开门方向动画
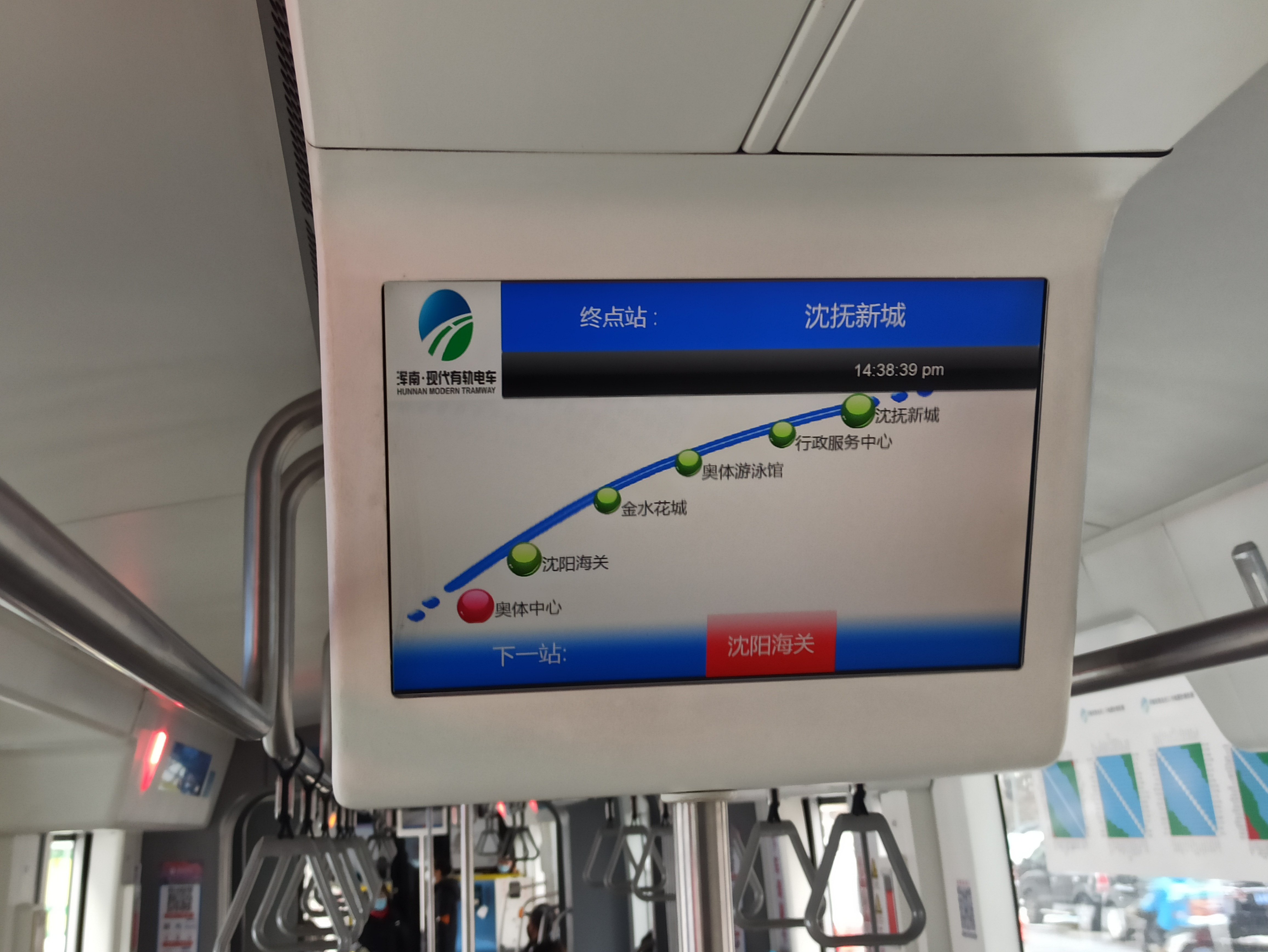
正在显示报站信息的电视机
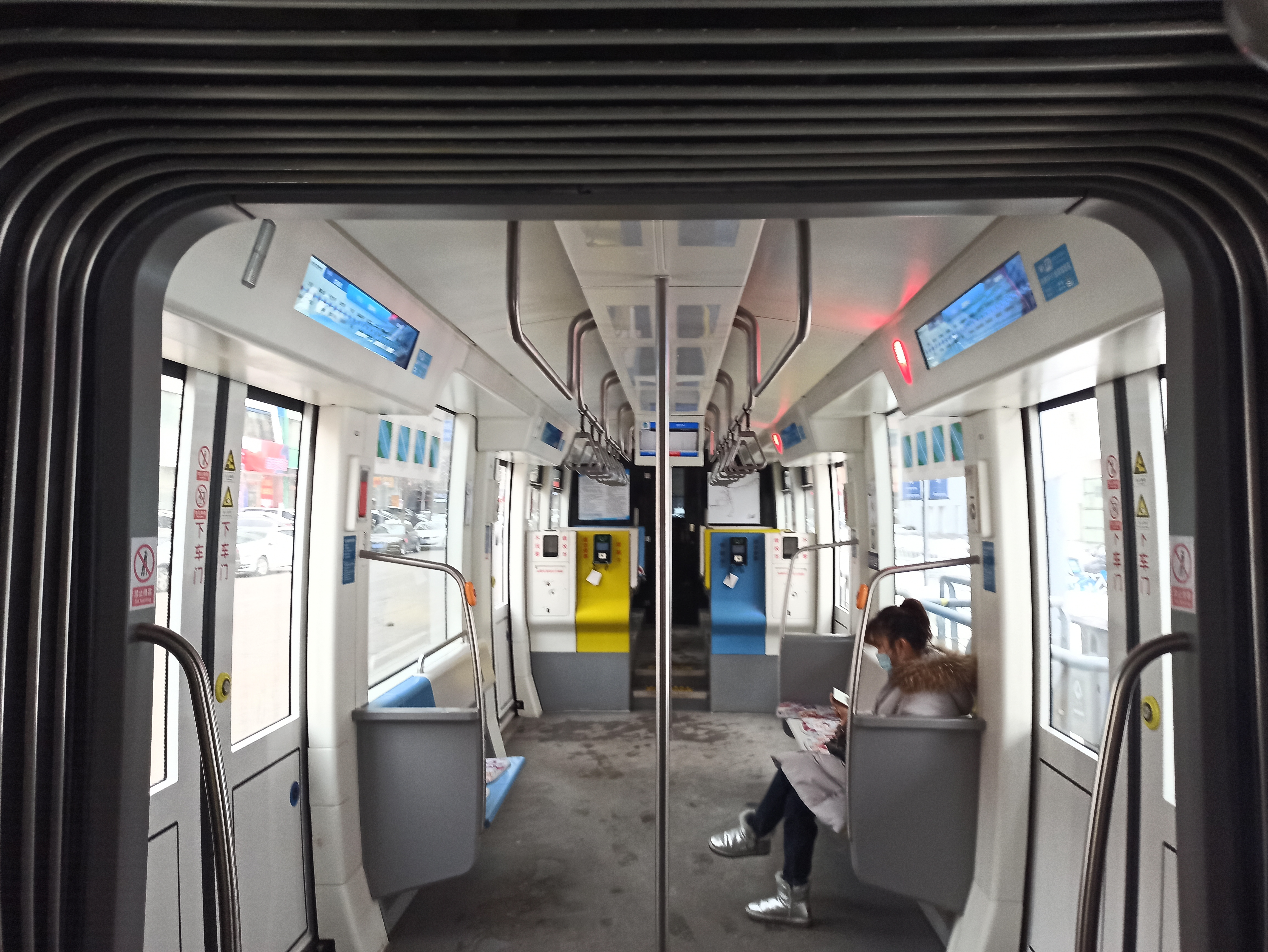
北车长客70%低地板电车车厢内部

100%低地板列车在A、C和E三卡车厢设置对坐式软座椅，其中A卡及E卡设置1对车门，C卡不设车门；B和D两个车卡设置横式软座椅并设置2对车门，并同时设置播放节目和显示到站信息的电视。

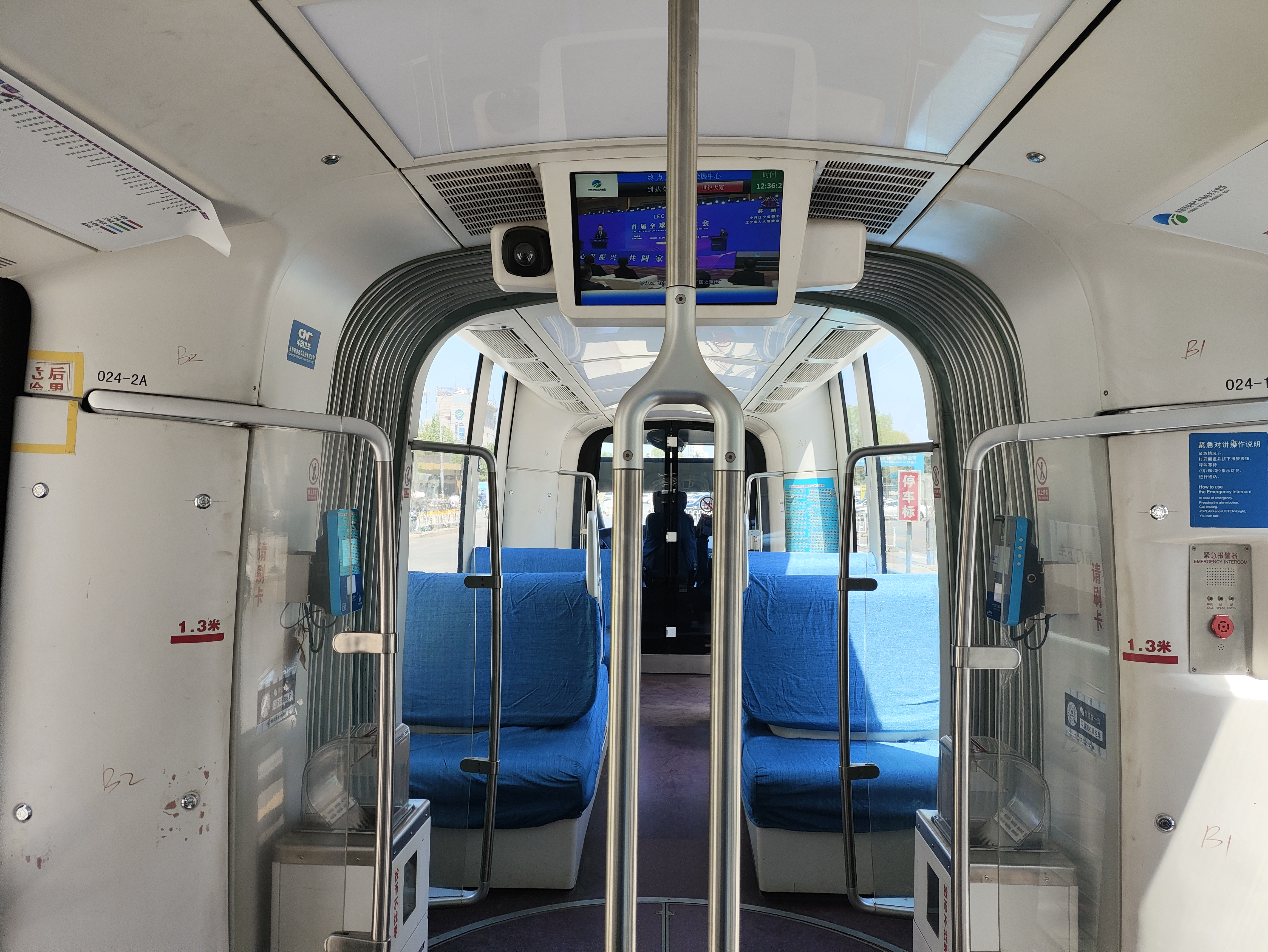
A卡、C卡及E卡设置对坐式软座椅
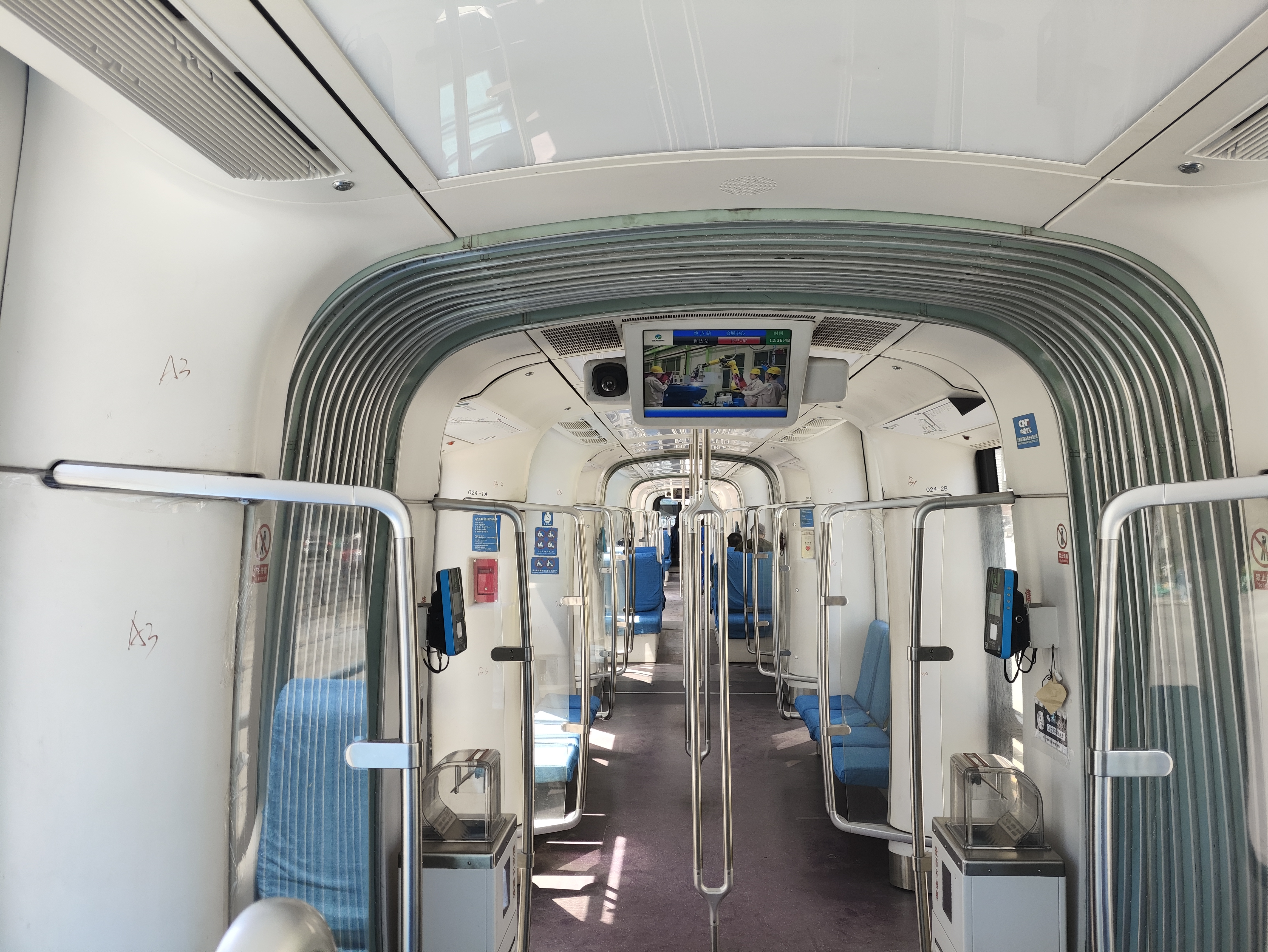
B卡及D卡设置横式软座椅
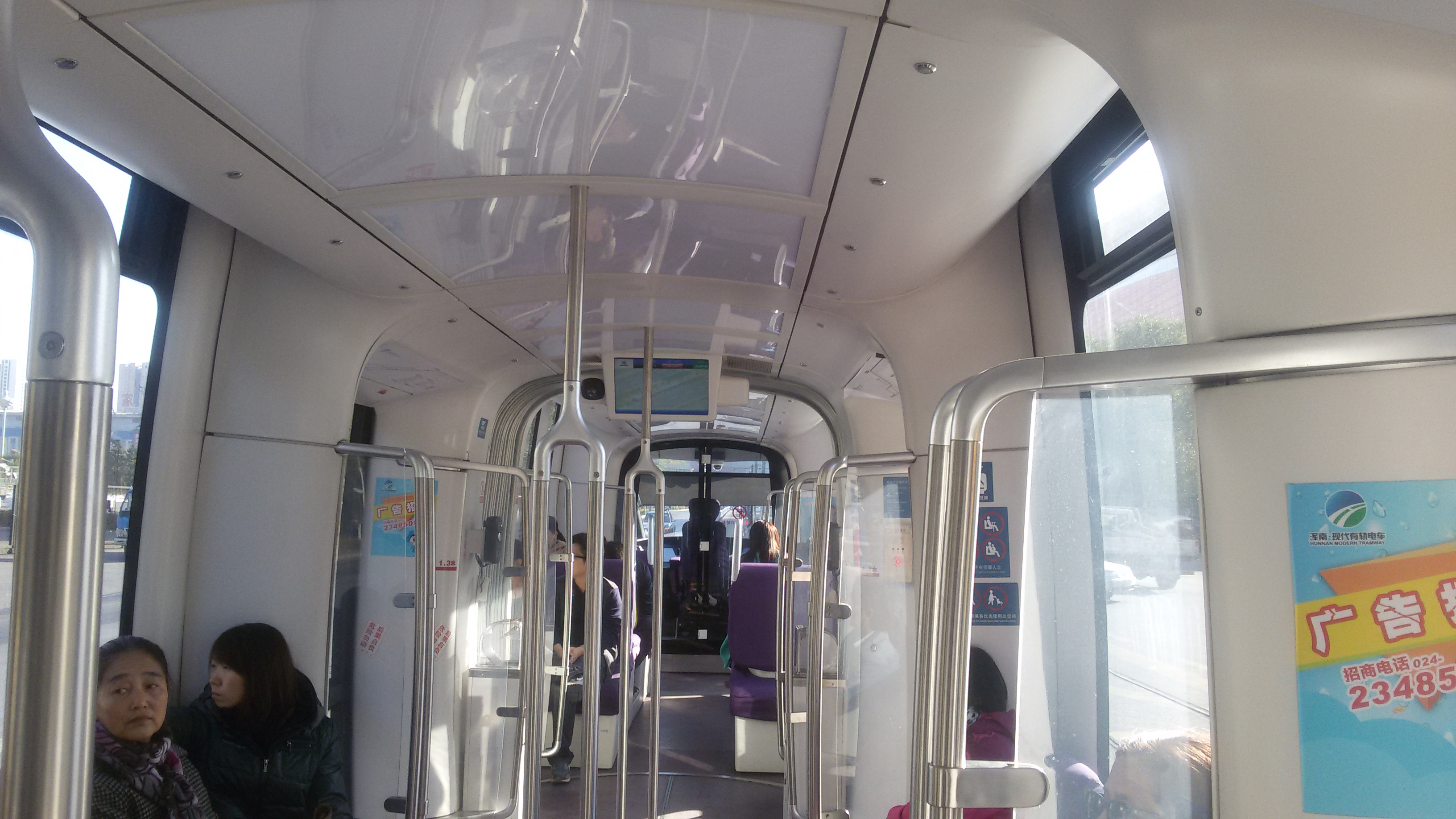
100%低地板电车运营初期使用紫色椅套，现改为蓝色椅套

所有列车的车头、车尾及车侧设置有LED屏幕，显示列车行驶线路、开往方向或欢迎词。但由于屏幕尺寸原因，列车风挡玻璃上也会放置显示列车运营路线或显示不载客的纸板。

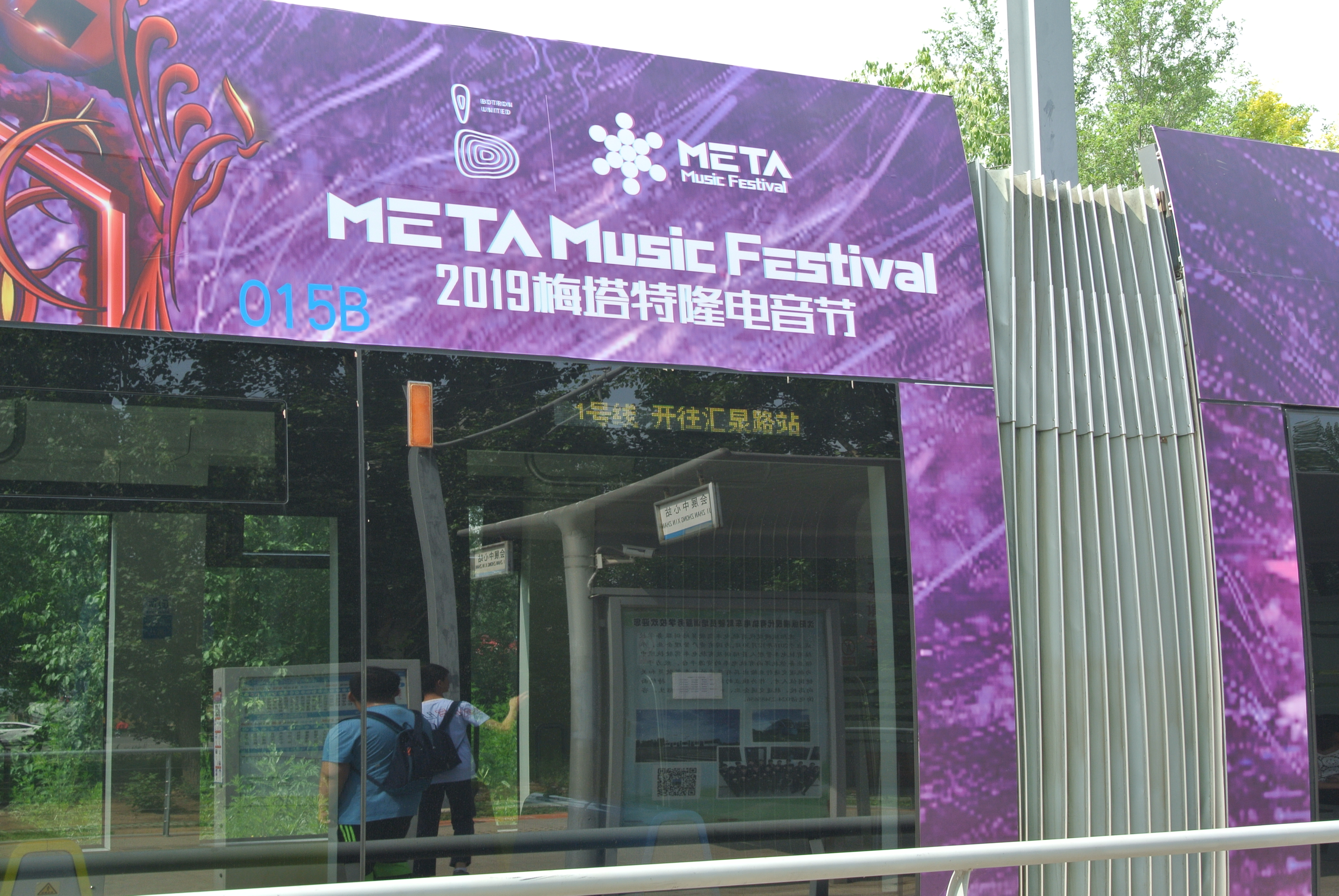
015号电车侧面的屏幕，显示该车为1号线列车
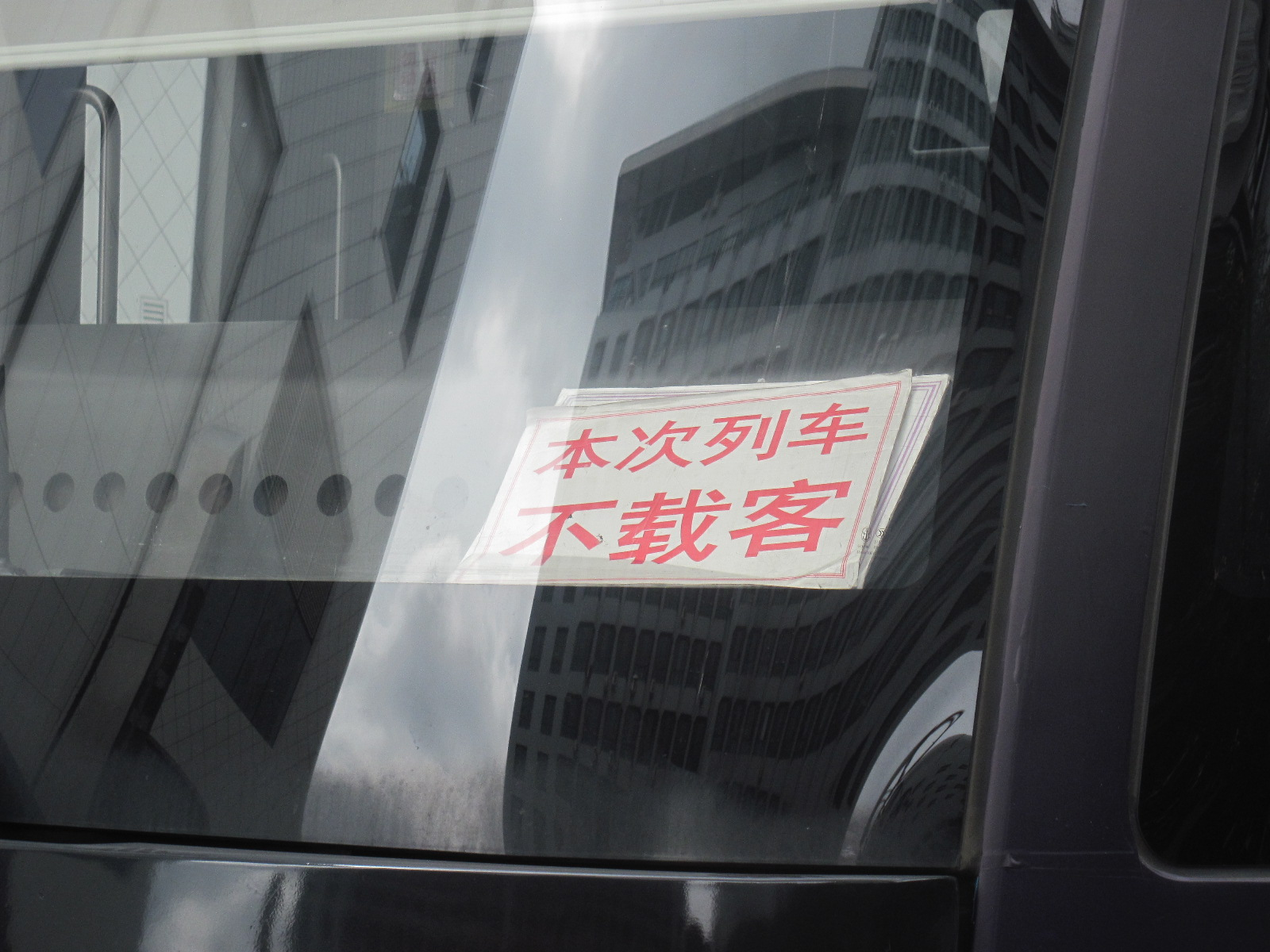
一块显示列车不载客的纸牌

### 车站设施
线网站台形式分为多种：大部分车站采用单侧式站台设计，除桃仙机场站外的端点车站及部分大规模车站采用岛式月台设计，机场区域的车站采用侧式月台设计，而桃仙机场站则采用西班牙式月台。

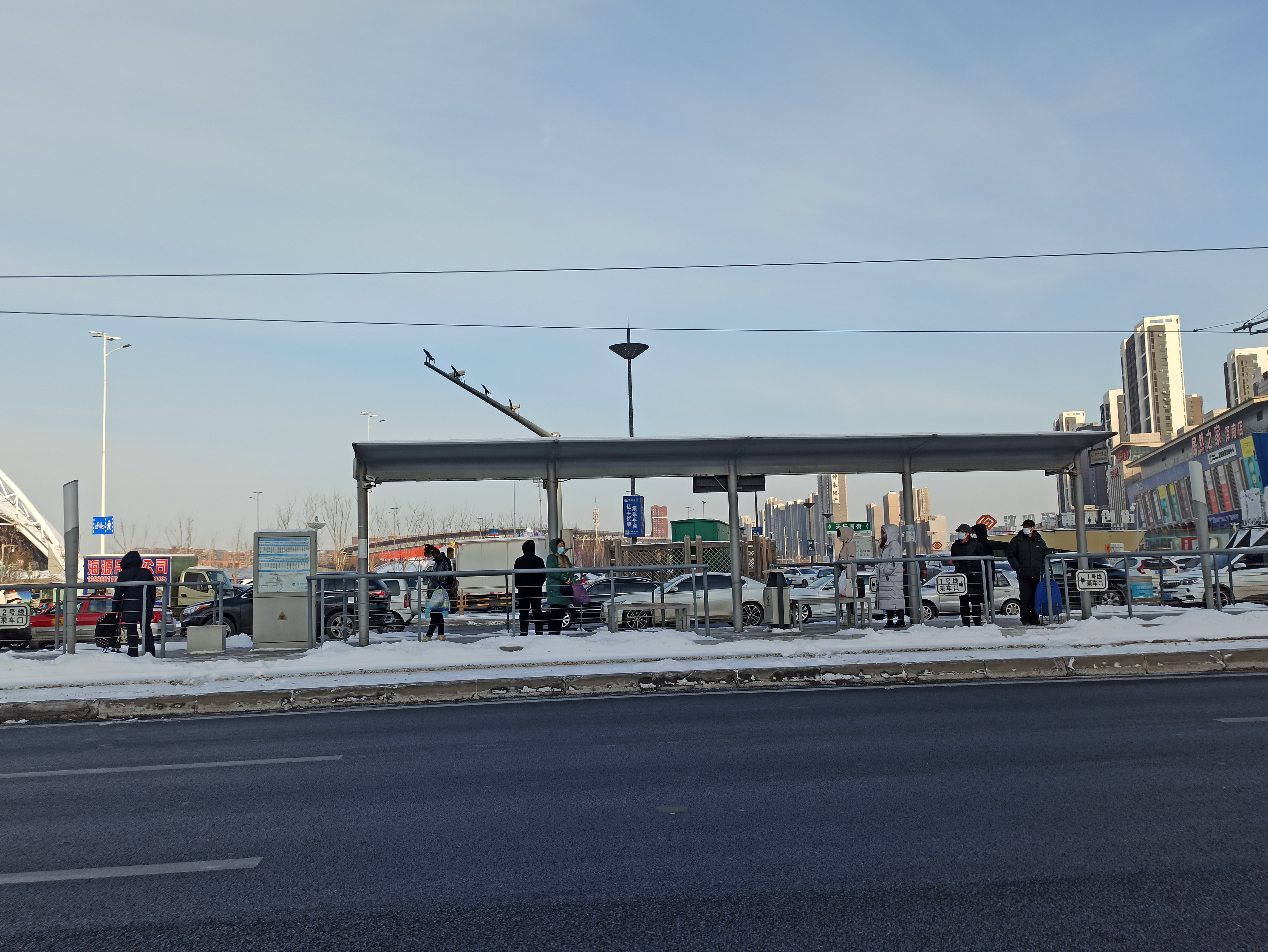
亿丰广场站的岛式站台
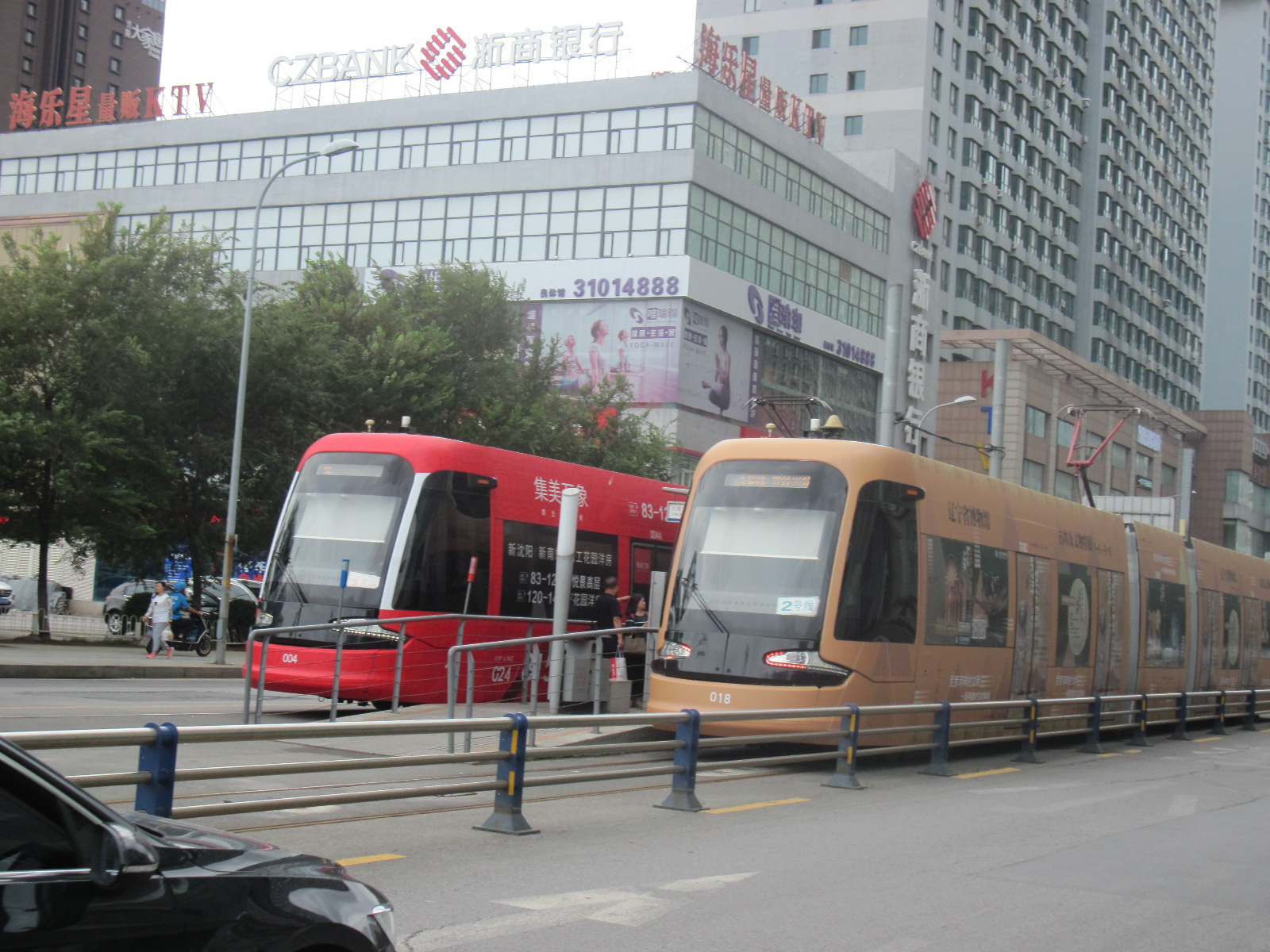
兴隆大奥莱站的岛式站台，两侧分别供始发列车和终到列车使用
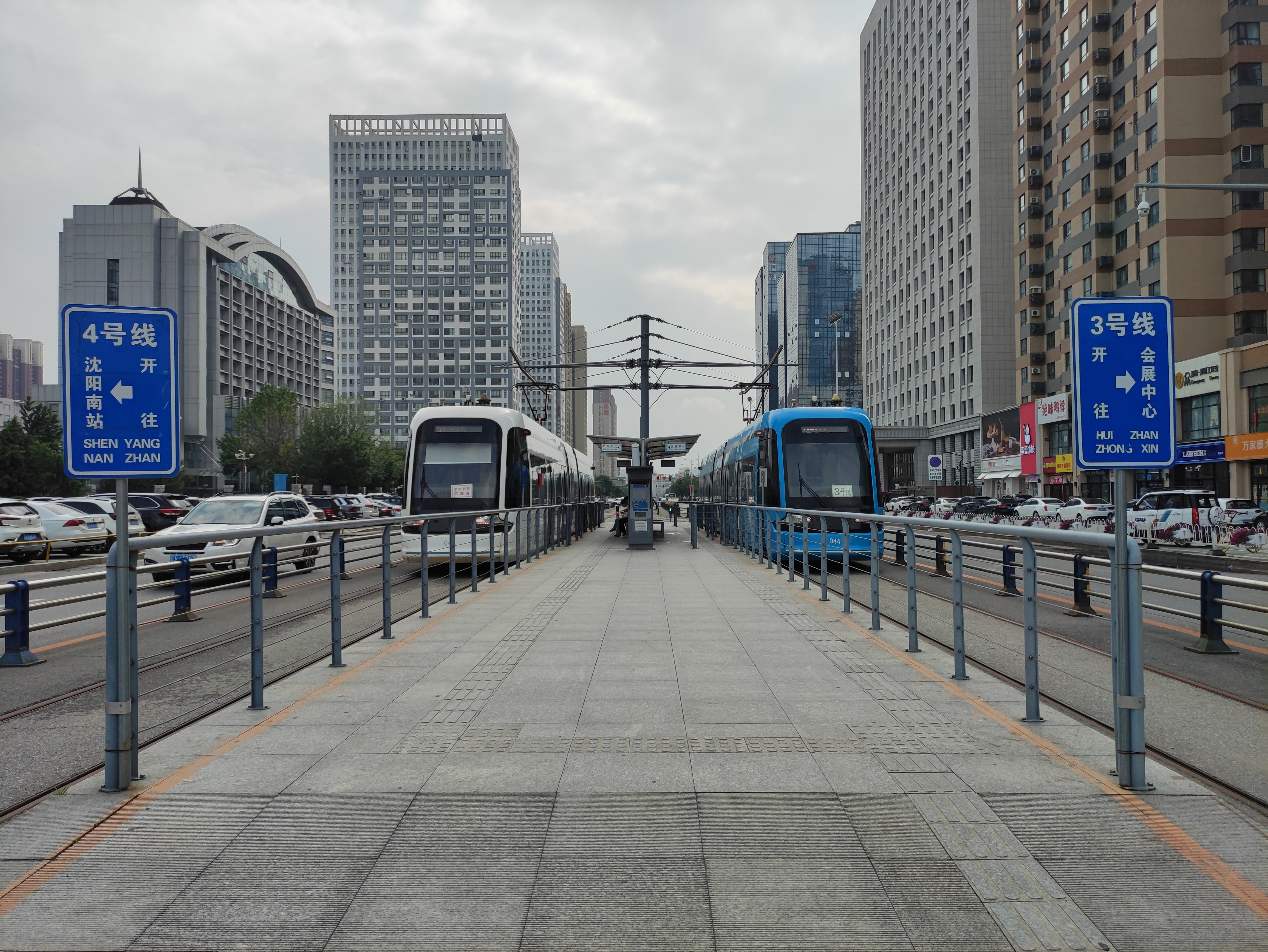
世纪大厦站的岛式站台，两侧分别供3号线及4号线使用
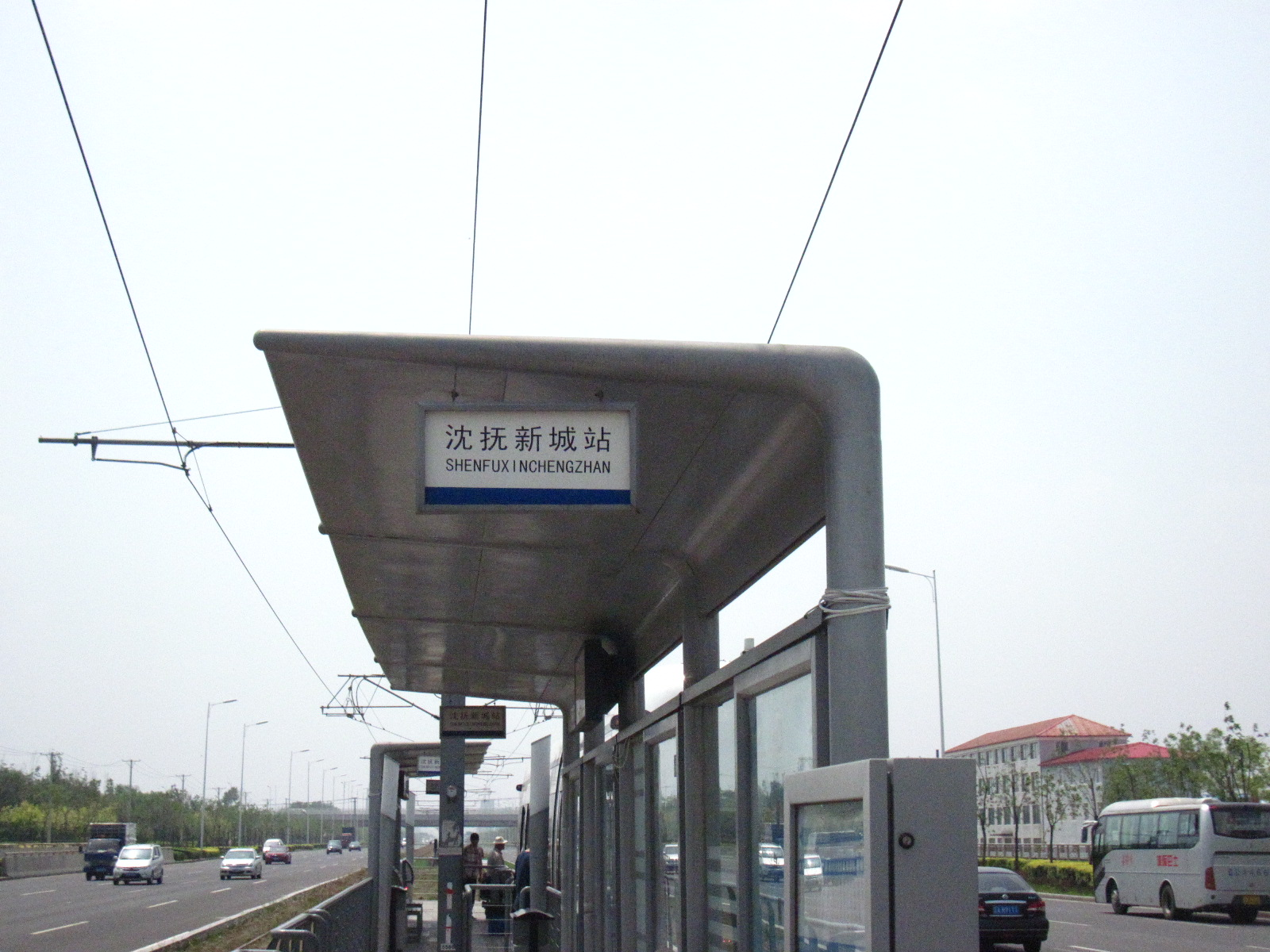
玄菟郡遗址公园站的两个单侧式站台（拍摄时仍名为沈抚新城站）
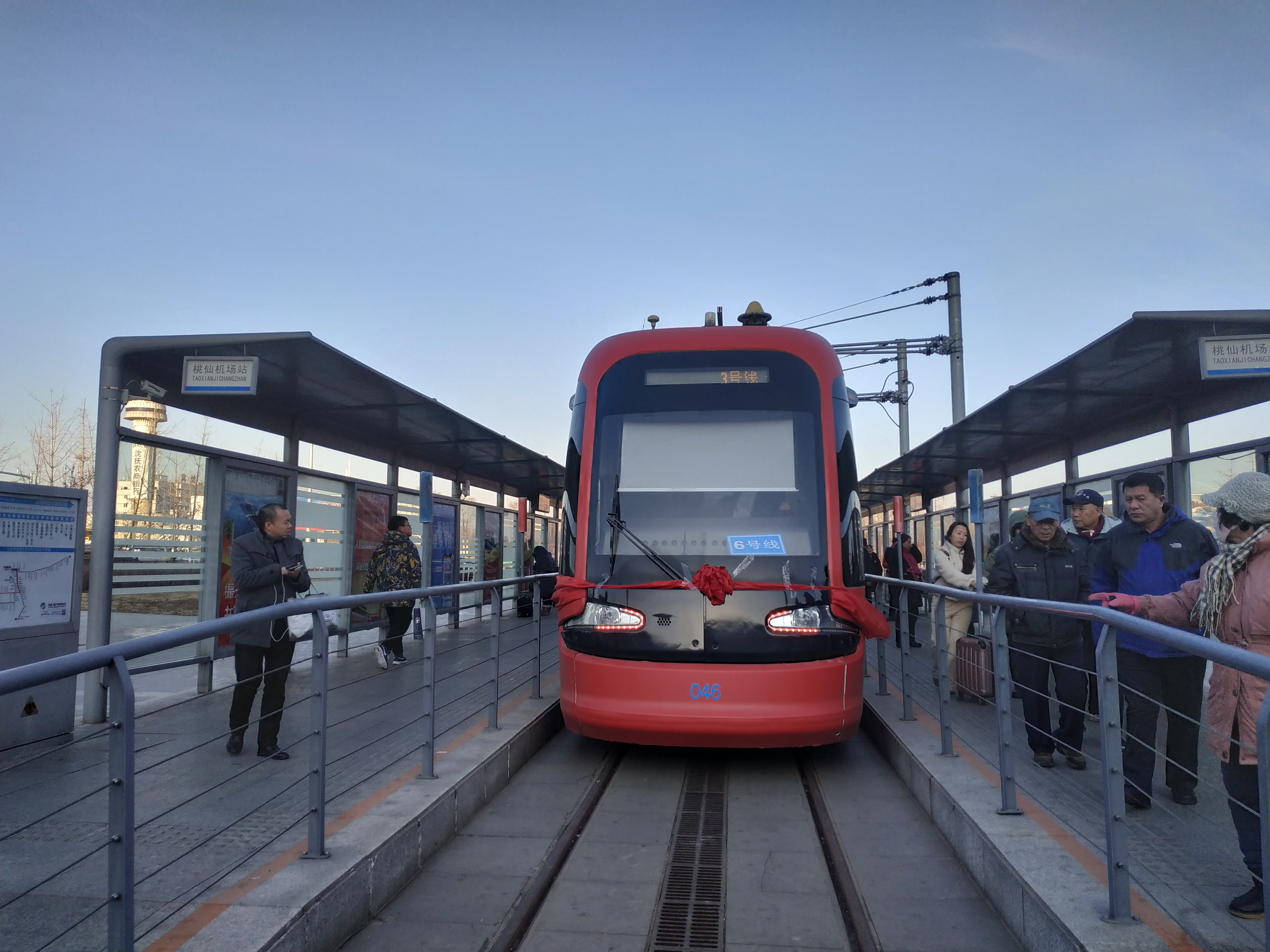
停靠在桃仙机场站的6号线列车，先开启右侧车门下客，再开启左侧车门上客

每个站台均设有Wifi发射和接收设备供乘客上网需要（但自智慧电车APP更新至5.1.x版本后，已经不再支持通过APP登录Wifi网络联网），同时设置有显示当前车站站名，最近一班列车距离或列车到站倒计时（二者取其一，不同线路或路段设置不同）及车务状态信息的显示屏幕，也设置有对应线路的站位表和线网路线图。

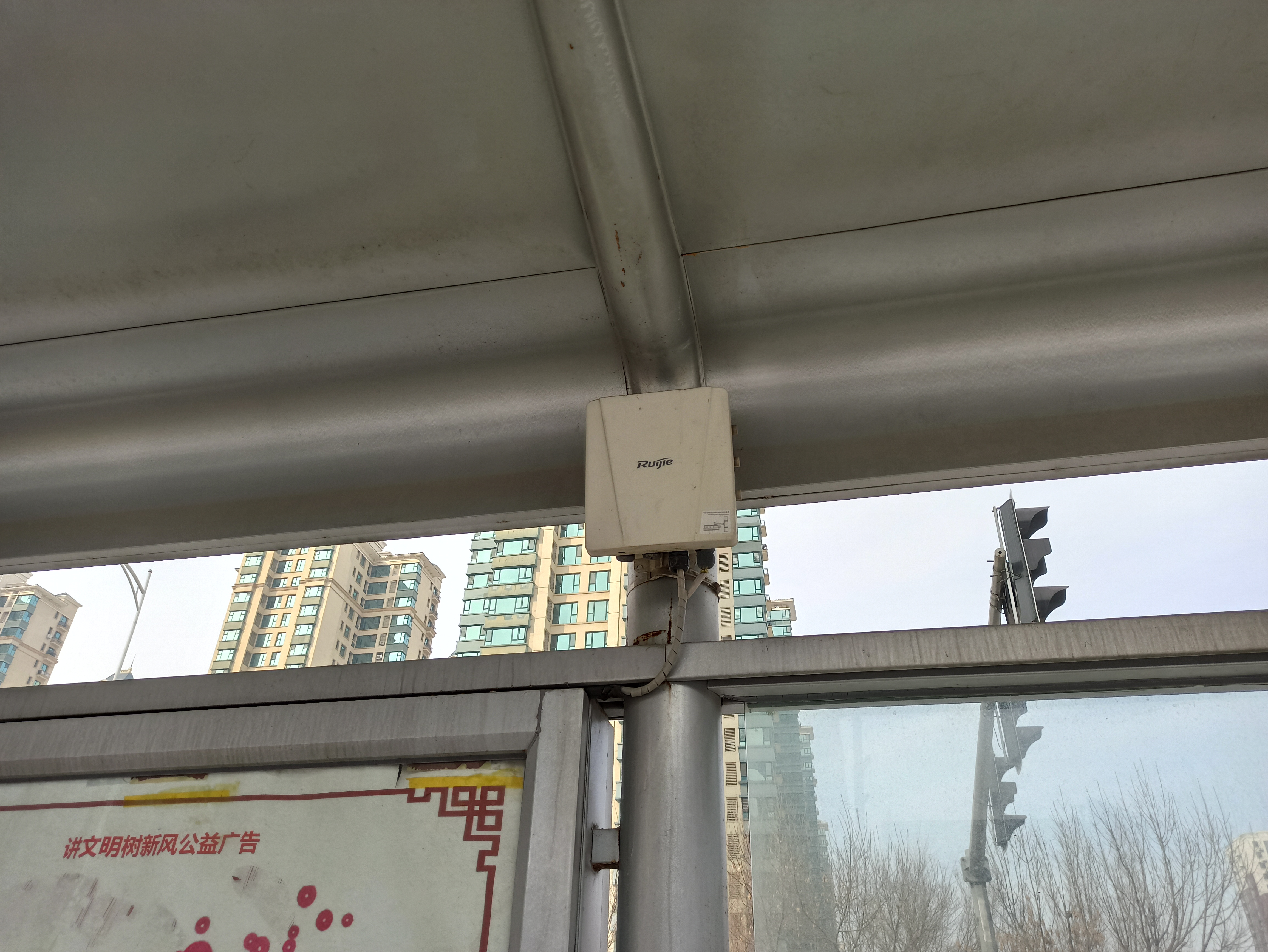
设置在杨官站的WiFi发射及接收设备，可供乘客联网需要
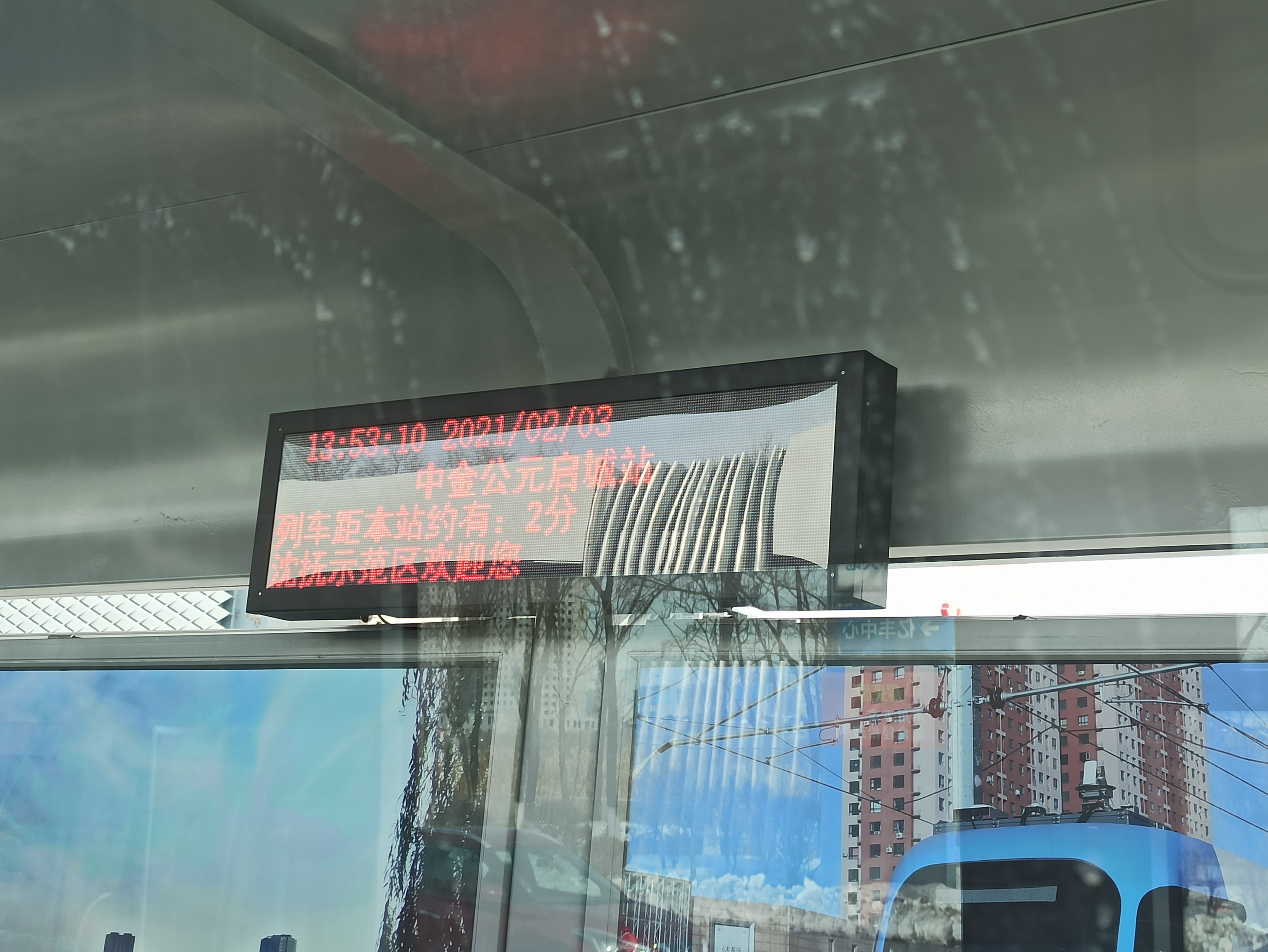
设置在中金公元启城站的乘客信息显示屏幕
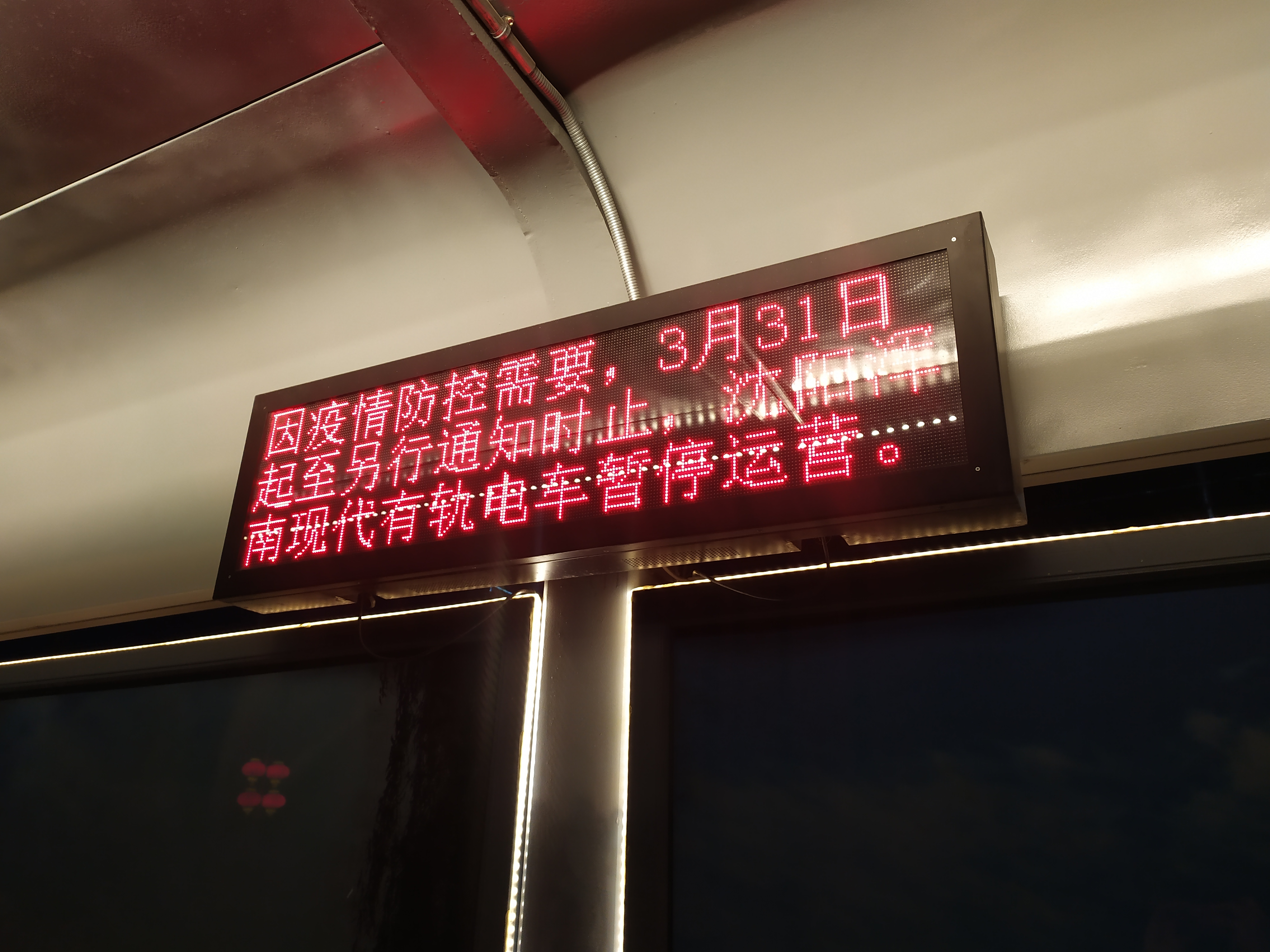
设置在汇置城站的乘客信息显示屏幕，向乘客提供最新的车务信息
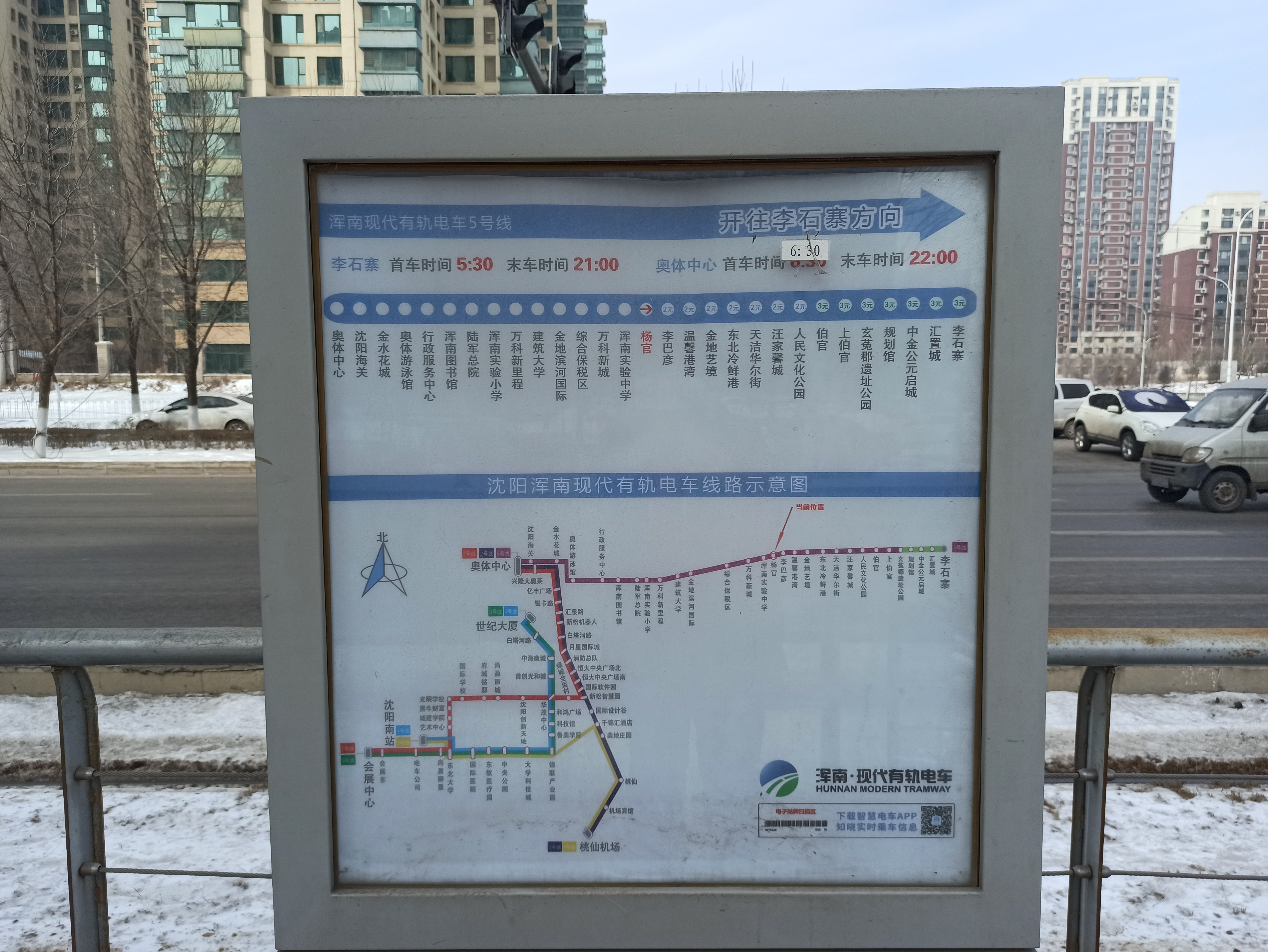
设置在杨官站的站牌，显示5号线路线及全线网路线图

### 服务与运营管理
浑南有轨电车线网最初曾计划交由巴黎地铁交通发展亚洲有限公司与浑南现代交通有限公司合资进行运营管理，后法方并未参与运管，改由浑南区方面独营。目前，所有线路均由沈阳浑南现代交通运营有限公司进行运营。
电车公司共有浑南新城和沈抚新城两个车辆段，以及世纪大厦电车停车场供全线所有电车进行停放和维修。
每列电车除一名值乘司机外，还会配备1-2名乘务员，主要负责车内秩序的维护以及监票工作。

## 运营模式
全线网所有线路均执行单一交路运作，但在特殊车务调动或线路故障等情况下可能出现小交路运作，此种情况下列车将利用设置在部分区间内的渡线完成折返。
3条运营线路均为全日运作，车隔视情况可控制在15-30分钟不等，但也可能因线路故障等意外情况拉大车隔。
4号线在撤销前虽为全日运作，但执行定班运行时刻表。每日由沈阳南站发出8班次，由世纪大厦发出7班次。
6号线停运前为快线，只在白天运营，且执行定班运行时刻表，中途只停靠东北大学车站，每日只发出4个往返班次。

## 計費方式
有轨电车目前采用分段计价票价，该票务政策由2019年3月1日起执行。单程票价为2元（人民币，下同）起价，4元封顶，单次行程距离8公里以下为2元，8至16公里为3元，16公里以上为4元，如需换乘需重新购票。根据此票务政策，2号线、3号线及4号线最高票价为3元，1号线及5号线最高票价为4元，而暂时停运的6号线不执行分段计价，票价为一票制3元。
2019年2月28日前，整个有轨电车系统采用单一计价票价，单程票价为2元，不分段計費，如需换乘需重新购票。
乘客可以使用投币、盛京通卡刷卡、小程序二维码扫码及使用电车公司官方APP“智慧电车”等多种方式支付有轨电车的车费。其中，使用现金的乘客既可以在上车时根据出发站到目的站的票价进行投币，也可以在安装有单程票售票机的车站使用售票机购买纸质单程票，在上车时利用刷卡机进行验票。全系统车站中仅有世纪大厦站及桃仙机场站两个端点站安装有单程票售票机，且只能在售票机上购买这两个车站出发及终到线路的单程票（即世纪大厦站只能购买3/4号线车票，桃仙机场站只能购买2号线车票），而扫码购买单程票的方式也仅适用于此两个安装有售票机的车站（该设备于2024年停用）。
盛京通普通消费卡、关爱卡、夕阳红卡及爱心卡可在有轨电车使用，分别享受对应优惠折扣。根据分段计费原则，乘车时上下车均需使用安装在车门旁的刷卡机完成刷卡，否则将视为不完整单边交易，扣费时按乘坐线路的最高票价计费。
电车公司APP“智慧电车”中的扫码乘车功能则按照单程票价的95折计费，唯乘客需要绑定本人姓名的银行卡方可使用此功能，且上下车时也与盛京通卡刷卡一样需要各刷码一次。 

2018年3月起，全线列车开始换用支持扫码支付功能的刷卡机。
2021年11月23日起，全线支持使用官方微信小程序“沈阳有轨电车”乘车码支付车费。使用微信小程序支付车费前，用户需要进入小程序，按照提示完成微信账号授权、微信免密支付授权后，才可生成乘车码。通过这种途径生成的乘车码和“智慧电车”应用程序生成的乘车码使用方法相同，但使用微信小程序支付车费不享受折扣。
在公交卡或乘车码的互联互通方面，持带有交通联合标志的异地公交卡及手机NFC交通卡（不含Apple Pay）可在有轨电车进行互联互通消费，按照单程票价的95折计费。另外，电车公司“智慧电车”APP也已于2021年8月接入中国城市轨道交通协会“城轨易行”互通平台，与苏州、无锡、常州、南昌、哈尔滨等5个城市的地铁官方APP实现乘车码互通，使用以上5个城市地铁乘车APP的乘客可直接使用当地APP乘坐浑南有轨电车，同时使用“智慧电车”APP的乘车码也可在该5座城市乘坐地铁。

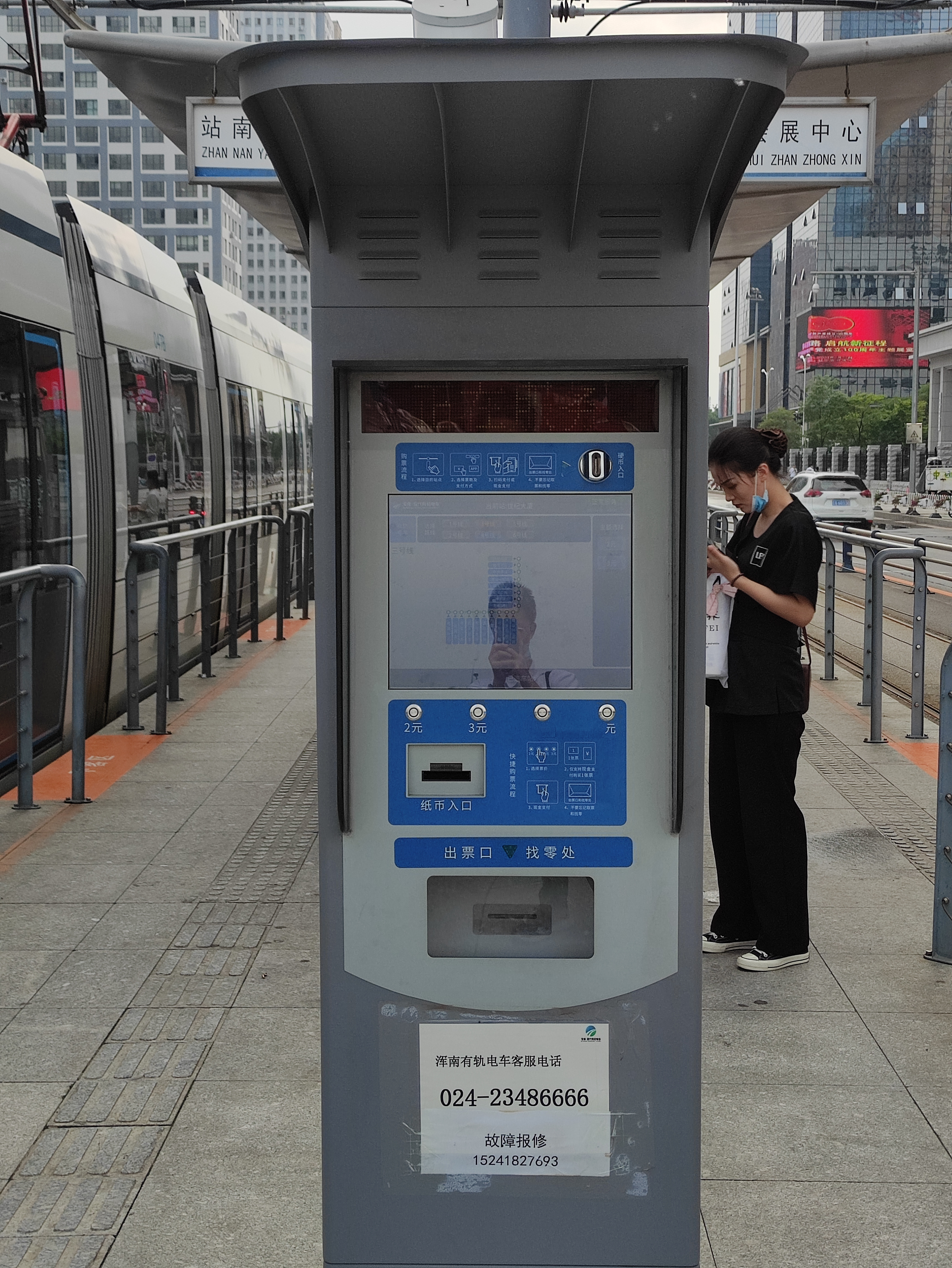
设置在世纪大厦站的单程票售票机
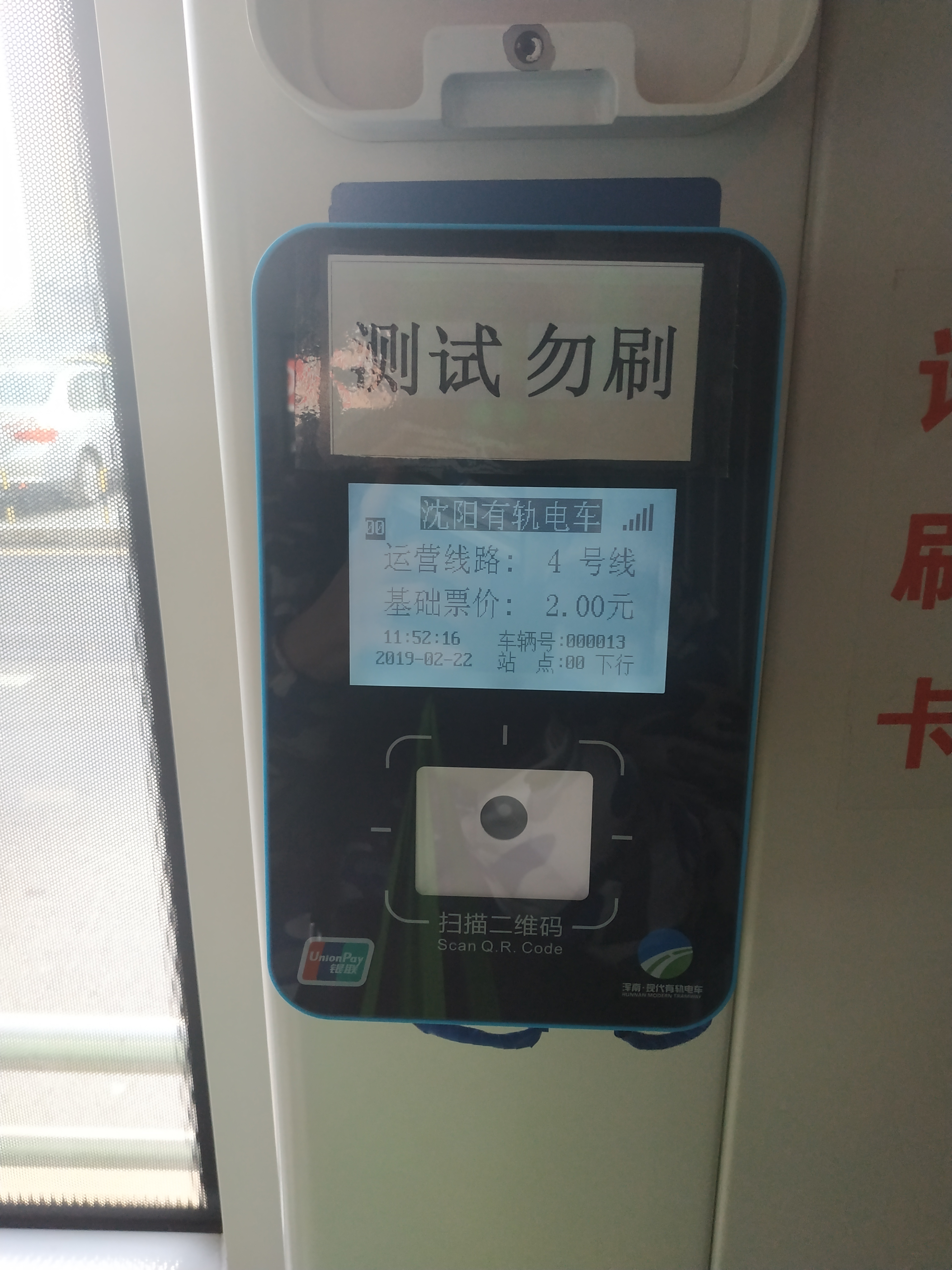
一台安装在电车上的刷卡机，拍摄时仍在测试阶段

## 事故
由于有轨电车没有专有路权，存在许多允许机动车通行的平交道口，因此经常发生机动车与有轨电车相撞的事故。

### 2013年
- 8月15日：开通首日上午10时，开通不到1小时，一辆从奥体中心向沈抚新城发车的有轨电车与同向吉普车相撞。
- 8月22日：一小轿车和有轨电车在沈本大道全运五路路口相撞。
- 9月2日：浑南冰雹，银卡路的铁轨被淹没，部分有轨电车被迫驶回。
- 9月16日：一列列车中途“瘫痪”，致使后面两列车也无法行进，救援列车驾驶室门无法打开，影响1、2号线。[31]
- 10月20日夜：2号线发生故障，桃仙机场方向晚点1个多小时。
- 11月25日夜：2号线某车连续发生两次故障。事后经运营公司分析故障原因为“制动不缓解”。
- 12月24日：2号线两辆电车追尾，6人受伤。[32]

### 2014年
- 4月4日：2号线新松机器人站门口，有一辆私家车横在电车面前，剐蹭在一起。[33]
- 4月19日：5号线一列驶向奥体中心站的列车车顶起火，还引燃了轨道附近的干草堆。[34]

## 未来发展

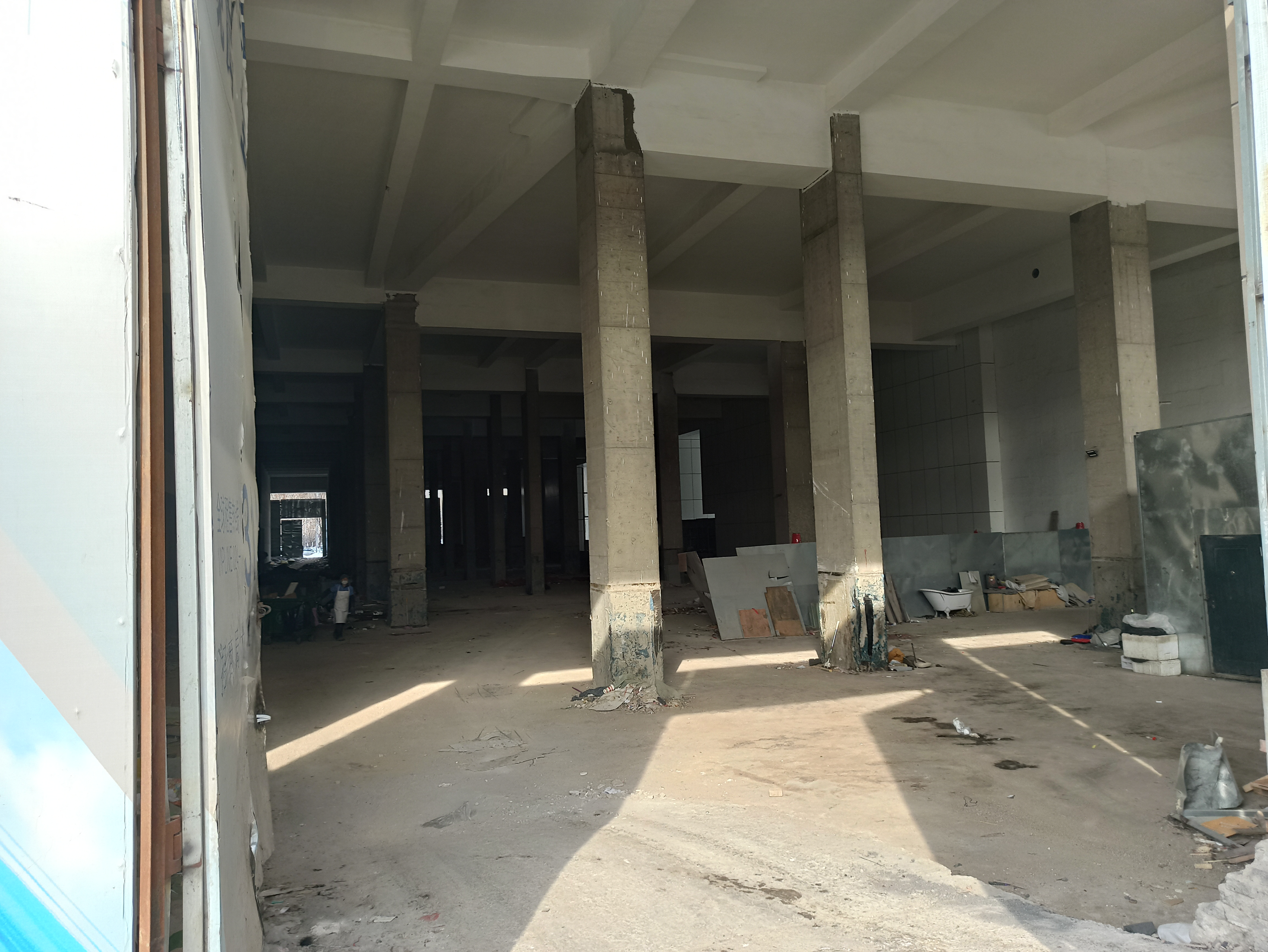
处于荒废状态的奥体综合交通枢纽计划位置

有轨电车线网修建之初，曾计划在奥体中心招商钻石山项目下方设置一个有轨电车、公交及地铁的综合交通枢纽，有轨1/2/5三条线路也可在该枢纽进行换乘，但该计划已搁置，预留用地现已荒废，奥体中心至兴隆大奥莱站区间虽然可供列车调度使用，但因月台设置原因不能开放载客。